# Câmpulung Moldovenesc
Câmpulung Moldovenesc (până în 1950 Câmpulung, uneori Câmpulung-Bucovina, în germană Kimpolung sau Kimpulung) este un municipiu în județul Suceava, Bucovina, România. La recensământul din anul 2011, localitatea avea o populație de 16.722 locuitori, fiind al patrulea centru urban ca mărime al județului. A fost declarată municipiu în anul 1995, împreună cu alte două localități din județul Suceava: Rădăuți și Fălticeni. Înainte de reforma administrativă din anul 1950 a fost reședința fostului județ Câmpulung din Perioada interbelică.

## Alte nume
- în germană Kimpolung
- în maghiară Moldvahosszúmező
- în poloneză Dołhopole
- în ucraineană Довгопілля/Dovhopillja

## Geografie

### Localizare
Municipiul Câmpulung Moldovenesc este situat în partea central-vestică a județului Suceava, la intersecția coordonatelor 47° 32' latitudine nordică cu 25° 33' longitudine estică. Orașul este localizat în depresiunea intramontană Câmpulung, ce desparte Obcinele Bucovinei de Munții Stânișoarei.
Zona locuită a localității este de aproximativ 24 km² și se întinde pe o lungime de peste 10 km de-a lungul râului Moldova, care traversează orașul. Suprafața intravilană măsoară aproape 11 km².
Localitatea se învecinează la nord cu Obcina Feredeului și Obcina Mestecănișului, la est cu comuna Vama, la sud cu munții Rarău și Giumalău, iar la vest cu comunele Sadova și Pojorâta.
Municipiul este situat pe șoseaua europeană E576 (DN 17) la o distanță de aproximativ 70 km de municipiul Suceava, reședința județului cu același nume. Distanțele până la alte centre urbane din județ sunt următoarele: 25 km până la Frasin, 32 km până la Gura Humorului, 43 km până la Vatra Dornei, 61 km până la Solca, 69 km până la Fălticeni, 76 km până la Rădăuți. Față de București, Câmpulung Moldovenesc se află la distanța de 476 km, față de Cernăuți, la 136 km, iar față de Iași, la 184 km.
Câmpulung Moldovenesc este dispus pe principala legătură a Moldovei cu Transilvania (prin pasul Mestecăniș și pasul Tihuța) și cu Maramureș (prin pasul Prislop). Orașul are legătură la sistemul feroviar român, prin două stații CFR (Gara Câmpulung Moldovenesc și Gara Câmpulung Est) situate pe magistrala feroviară Suceava–Vama–Floreni–Ilva Mică. Distanța pe calea ferată până la Suceava este de circa 80 km. Aeroportul cel mai apropiat este Aeroportul Internațional „Ștefan cel Mare” Suceava, aflat în orașul Salcea, la circa 80 km distanță.

### Relief

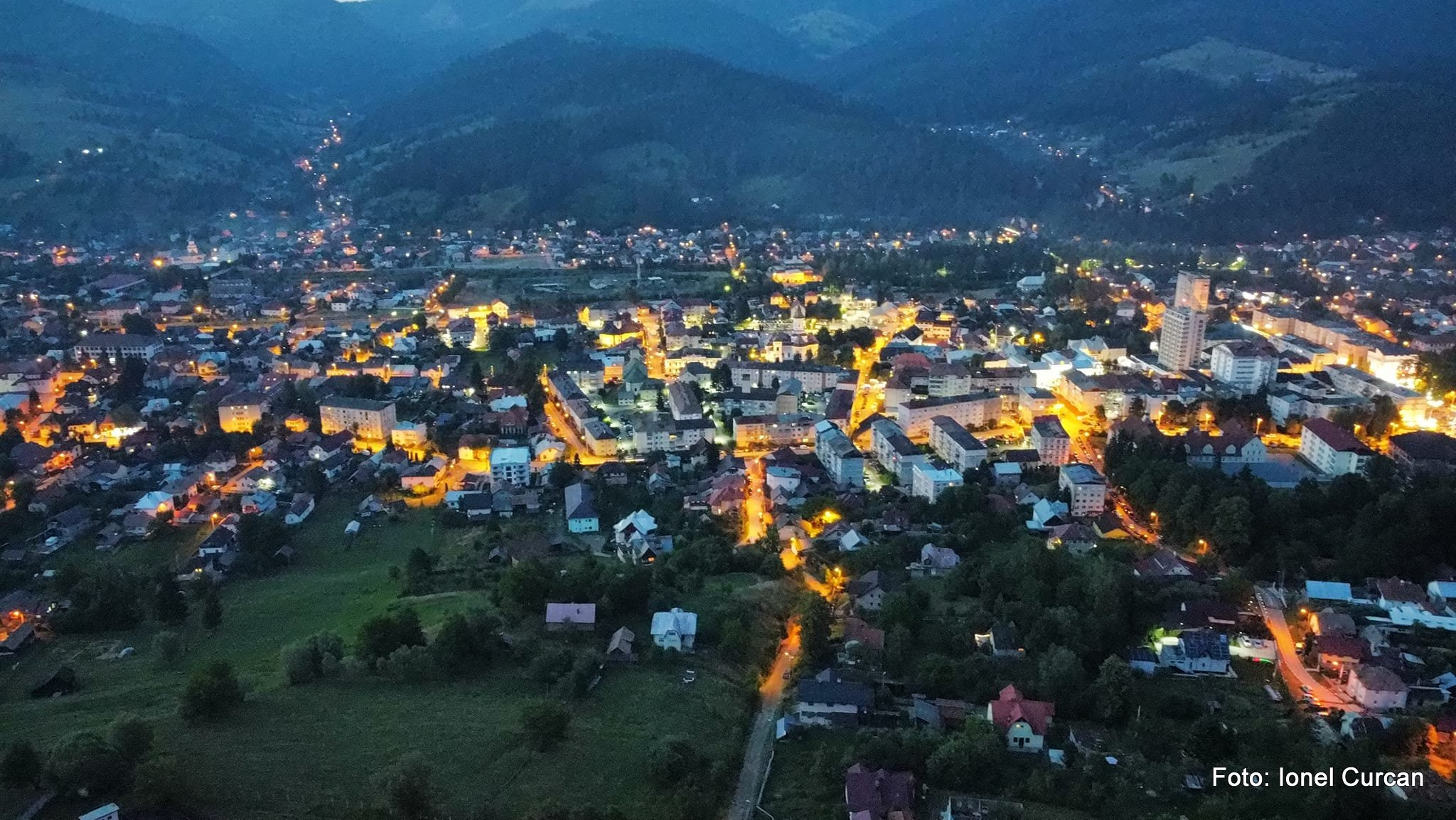
Vedere nocturnă asupra orașului Câmpulung Moldovenesc

Cadrul geomorfologic al localității este constituit din Depresiunea Câmpulung și din patru unități muntoase care o înconjoară: Masivul Rarău, Obcina Mestecănișului, Obcina Feredeului și Munții Stânișoarei.
Depresiunea este formată din trei compartimente înlănțuite: Câmpulungul Sadovei (drenat de pârâul Sadova), Câmpulungul Moldovei (drenat de râul Moldova) și Câmpulungul Hurghișului (drenat de pârâul Hurghiș). Primele două, orientate de la nord-vest către sud-est sunt „câmpulunguri” tipice, longitudinale, paralele cu liniile orografice principale, iar al treilea are caracter transversal față de formele orografice învecinate.
Orașul ocupă compartimentul mijlociu, respectiv Câmpulungul Moldovei. Între munții Măgura–Muncelu–Hâga, care îl delimitează spre vest și Ginaș–Cucoara la est, orașul se dezvoltă pe o lungime de aproximativ 10 km și o lățime de aproximativ 2 km.
Altitudinea relativ joasă a depresiunii (600–650 metri) este bine subliniată în partea sud-vestică de niște măguri piramidale care se înalță cu 450–500 metri deasupra ei, dominând-o prin povârnișuri impunătoare. Sunt Munceii Câmpulungului, cele mai nordice subunități ale masivului Rarău: Măgura (1176 metri), Runc (1129 metri), Bodea (1073 metri) și Cucoara (944 metri).
În partea opusă, Obcina Feredeului nu se înalță dintr-o dată, ci prelung, în trepte, ceea ce dă depresiunii un caracter asimetric în profil transversal. Culmile Hâga (904 metri), Runcul Corlățeni (875 metri), Butia Deluțului (876 metri), Ginaș (950 metri), care alcătuiesc o primă treaptă, ca și valul ce se înalță în spatele lor, Dealul Lung (1073 metri), Cocoșu (1061 metri), Prislop (1169 metri) și apoi, în ultimul plan, Măgura Deii (1202 metri), Tomnatec (1302 metri), Runcul Prisăcii (1141 metri), au înălțimi comparabile cu Munceii Câmpulungului, dar fragmentarea lor mare, lipsa de unitate și pantele dulci le fac mai puțin impunătoare.
Pe fondul general al depresiunii care poate fi asemuită cu o luntre uriașă, la o analiză de detaliu se pun în evidență terasele fluviatile, operă a râului Moldova. Dintre cele nouă terase, foarte bine dezvoltată este cea care se înalță cu 8–10 metri deasupra râului. Aceasta poartă numele „terasa Câmpulungului”, pentru că pe podul ei se întinde cea mai mare parte a vetrei orașului (zona centrală, cartierele Sâhla, Valea Seacă și Capu Satului). De-a lungul timpului, odată cu dezvoltarea sa, localitatea s-a extins dincolo de perimetrul terasei, către versantul sud-vestic și prin ramificațiile pe văile principalilor afluenți ai râului Moldova, rezultând un exemplu de adaptare a vetrei la condițiile reliefului local.

### Hidrografie
Rețeaua hidrografică este formată din râul Moldova, afluent de dreapta al râului Siret. Moldova izvorăște din Obcina Mestecănișului, de pe versantul sudic al culmii Alunișului (1249 metri) și, în drumul său către vărsare, străbate longitudinal de la vest la est teritoriul municipiului Câmpulung Moldovenesc.
Principalii afluenți ai râului Moldova pe teritoriul localității Câmpulung Moldovenesc, de la vest spre est, sunt următorii: pe partea stângă, pâraiele Sadova, Morii, Corlățeni, Deia și Hurghiș; iar pe partea dreaptă, pâraiele Mesteacăn, Valea Seacă, Izvorul Alb, Izvorul Malului, Valea Caselor și Șandru.

### Climă
Orașul are un climat temperat-continental cu nuanțe moderate, datorită poziției de adăpost oferită de rama muntoasă înconjurătoare. Iernile sunt relativ lungi, bogate în zăpadă, însă nu excesiv de aspre, iar verile răcoroase, cu precipitații bogate. Ninsorile cad, în mod obișnuit, din luna octombrie până la sfârșitul lunii aprilie. Cantitatea medie anuală a precipitațiilor este de 700 mm, iar temperatura medie anuală are valoarea de 6,8 °C.

## Demografie
Componența etnică a municipiului Câmpulung Moldovenesc
     Români (85,58%)
     Alte etnii (1,18%)
     Necunoscută (13,23%)
Componența confesională a municipiului Câmpulung Moldovenesc
     Ortodocși (81,69%)
     Penticostali (1,67%)
     Alte religii (2,51%)
     Necunoscută (14,13%)
Conform recensământului efectuat în 2021, populația municipiului Câmpulung Moldovenesc se ridică la 15.642 de locuitori, în scădere față de recensământul anterior din 2011, când fuseseră înregistrați 16.722 de locuitori. Majoritatea locuitorilor sunt români (85,58%), iar pentru 13,23% nu se cunoaște apartenența etnică. Din punct de vedere confesional, majoritatea locuitorilor sunt ortodocși (81,69%), cu o minoritate de penticostali (1,67%), iar pentru 14,13% nu se cunoaște apartenența confesională.
0500010.00015.00020.00025.00019121948196619922011populațiePopulația istorică din Câmpulung Moldovenesc
Date: Recensăminte sau birourile de statistică - grafică realizată de Wikipedia

### Recensământul din 1930
Componența etnică a orașului Câmpulung
     Români (67,77%)
     Germani (14,85%)
     Evrei (14,9%)
     Ruteni (0,97%)
     Polonezi (0,96%)
     Altă etnie (0,55%)
Componența confesională a orașului Câmpulung
     Ortodocși (67,27%)
     Romano-catolici (14%)
     Mozaici (14,77%)
     Evanghelici\Luterani (1,75%)
     Greco-catolici (1,74%)
     Altă religie (0,47%)
Conform recensământului efectuat în 1930, populația orașului Câmpulung se ridica la 10.071 locuitori. Majoritatea locuitorilor erau români (67,77%), cu o minoritate de germani (14,85%), una de evrei (14,90%), una de ruteni (0,97%) și una de polonezi (0,96%). Alte persoane s-au declarat: maghiari (3 persoane), ruși (26 persoane), armeni (2 persoane) greci (2 persoane), albanezi (1 persoană), sârbi\croați\sloveni (1 persoană) și cehi\slovaci (4 persoane). Din punct de vedere confesional, majoritatea locuitorilor erau ortodocși (67,27%), dar existau și romano-catolici (14,0%), mozaici (14,77%), evanghelici\luterani (1,75%) și greco-catolici (1,74%). Alte persoane au declarat: baptiști (9 persoane), adventiști (28 persoane), altă religie (4 persoane) și fără religie (2 persoane).

## Politică și administrație
Municipiul Câmpulung Moldovenesc este administrat de un primar și un consiliu local compus din 19 consilieri. Primarul, Mihăiță Negură[*], de la Partidul Național Liberal, este în funcție din 2012. Începând cu alegerile locale din 2024, consiliul local are următoarea componență pe partide politice:
|  | Partid                          | Consilieri | Componența Consiliului | Componența Consiliului | Componența Consiliului | Componența Consiliului | Componența Consiliului | Componența Consiliului | Componența Consiliului | Componența Consiliului | Componența Consiliului | Componența Consiliului |
|  | ------------------------------- | ---------- | ---------------------- | ---------------------- | ---------------------- | ---------------------- | ---------------------- | ---------------------- | ---------------------- | ---------------------- | ---------------------- | ---------------------- |
|  | Partidul Național Liberal       | 10         |                        |                        |                        |                        |                        |                        |                        |                        |                        |                        |
|  | Partidul Social Democrat        | 3          |                        |                        |                        |                        |                        |                        |                        |                        |                        |                        |
|  | Alianța Dreapta Unită           | 3          |                        |                        |                        |                        |                        |                        |                        |                        |                        |                        |
|  | Alianța pentru Unirea Românilor | 2          |                        |                        |                        |                        |                        |                        |                        |                        |                        |                        |
|  | Partidul România Mare           | 1          |                        |                        |                        |                        |                        |                        |                        |                        |                        |                        |

## Istoric

### Legende și atestare documentară
Legenda spune că dintre toți cei care și-au încercat puterile în lupta cu balaurul doar haiducul Hălăuceanu i-a venit fiarei de hac. Răsplata sa au fost libertatea și pământuri, iar căutând apoi o fată și un loc în care să se așeze, a ajuns și în ținutul unde astăzi e orașul Câmpulung Moldovenesc, exclamând cu sinceră uimire: „O, ce câmp lung!”

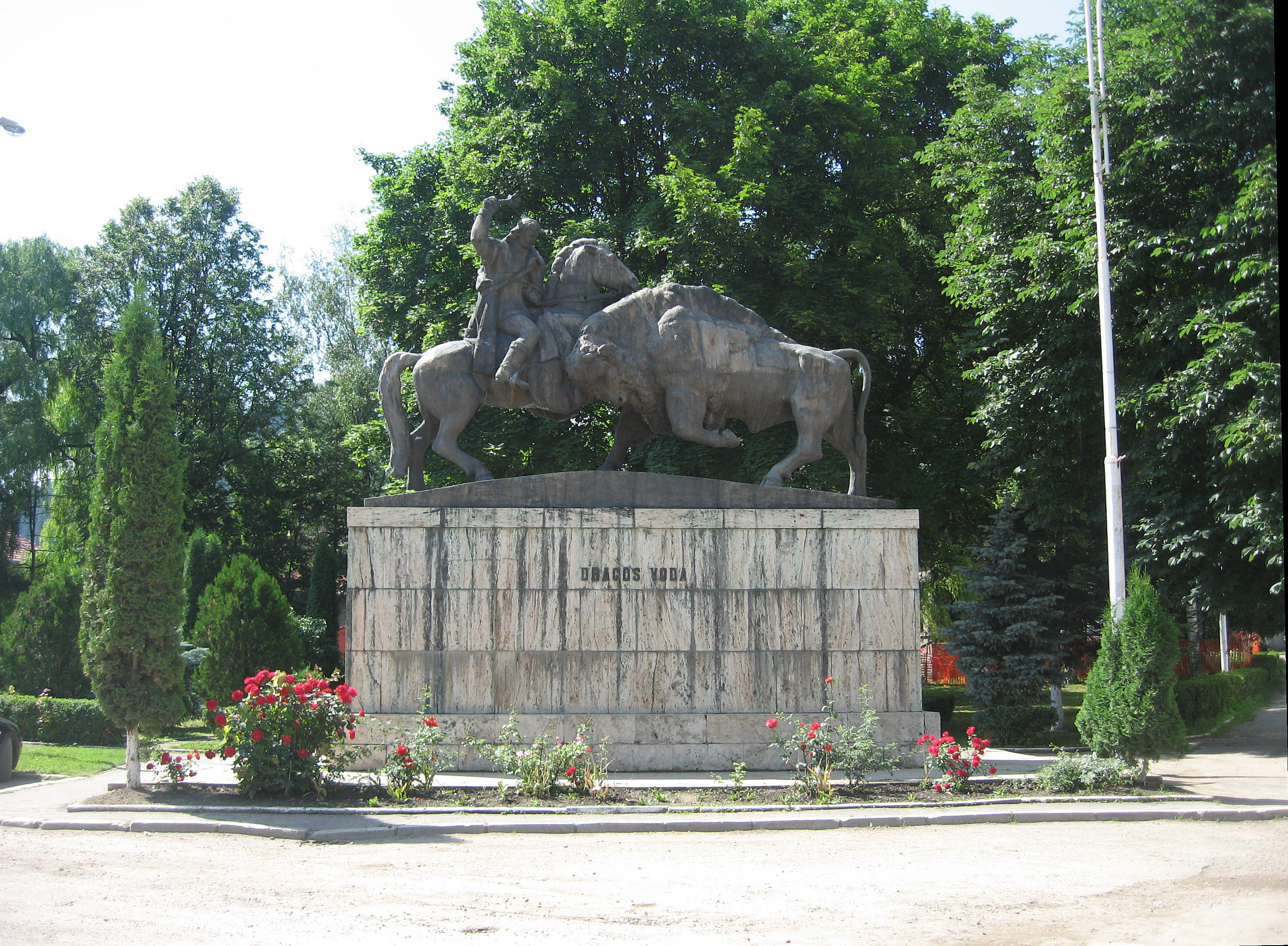
Monumentul statuar „Dragoș Vodă și zimbrul”

Ținut de legende și meleag pitoresc, înconjurat de codrii de brad și molid, Câmpulung Moldovenesc are o istorie îndelungată, care începe cel puțin odată cu întemeierea Moldovei. Așezarea a fost rând pe rând centrul unei uniuni de obști sătești libere, capitală a unei formațiuni politice prefeudale, pe unde, potrivit tradiției, au trecut, venind din Maramureș, și Dragoș descălecătorul și Bogdan I (1359–1365), întemeietorul Moldovei. Istoricul Dimitrie Onciul afirma: „Voievodatul Câmpulungului a fost, după tradiție, primul centru al descălecătorilor din țara vlahilor de peste munți.” De aici, cât și din alte surse, Teodor Bălan conchide că: „Voievodatul câmpulungean a fost primul centru politic al descălecătorilor maramureșeni, întemeiat fiind de Dragoș Vodă odată cu Principatul Moldovei”.
Prima mențiune scrisă despre Câmpulung Moldovenesc și cunoscută până acum datează din 14 aprilie 1411, din vremea lui Alexandru cel Bun (1400–1432), prin care Mănăstirea Moldovița primea satul Vama, „mai jos de Câmpulung”.

### Ocolul Câmpulung
Ocolul Câmpulungului Moldovenesc apare frecvent în documentele epocii, în hrisoave și urice din vremea domnitorilor Ștefan cel Mare (1457–1504), Bogdan al III-lea cel Orb (1504–1517) sau Petru Rareș (1527–1538, 1541–1546), care dăruiesc mănăstirilor munți și văi din ținutul ocolului.
Între anii 1532–1537 Petru Rareș construiește pe valea râului Moldovița, la Vatra Moldoviței, o mănăstire, devenită în timp monument istoric și de artă, prin arhitectura sa și prin picturile murale. Voievodul trece prin Câmpulung Moldovenesc în anul 1541, venind din Transilvania, așa cum arată cronicarul Grigore Ureche: „Pătru Vodă s-au întors de la Bistrița, fără de nici o zminteală și trecând muntele au ieșit la Câmpul Lung”. În același an, Petru Rareș ridică în Poiana Sihăstriei de la poalele Rarăului, o mănăstire din lemn, mutată mai târziu, după anexarea nord-vestului Moldovei de către austrieci, dincolo de Rarău, spre Chiril, unde se află și astăzi.
Dimitrie Cantemir, în opera sa „Descriptio Moldaviae”, scrisă între 1714–1716, amintește de Ocolul Câmpulungului, care constituia un fel de republică, compusă din 15 sate de pe văile Moldovei, Bistriței și Dornei, cu legi și judecătorii proprii: „Cele ce am spus mai sus despre supușii Moldovei nu trebuie să se aplice țăranilor din trei ținuturi ale Moldovei, care, este drept, nu sunt nobili, totuși nu ascultă de nici un boier și alcătuiesc un fel de republică. Primul este Câmpulungul din ținutul Sucevei, încins de un lanț neîntrerupt de munți foarte înalți. Cuprinde cam cincisprezece sate, care toate își au legi și judecători proprii. Uneori primesc și doi vornici trimiși de domn, dar nu rareori, dacă aceștia jignesc pe țărani, îi izgonesc, bizuindu-se pe acele mijloace de apărare pe care li le-a dat natura.” Același lucru îl subliniază și Mihai Eminescu într-un articol: „Celula constitutivă a vechilor sate române este republica țărănească, precum s-a păstrat mult timp la Câmpulung (în Bucovina) și la Vrancea.”
În anul 1717 Mihai Vodă Racoviță poposește și el în zona Câmpulungului, ridicând la Vama un monument numit până astăzi „Stâlpul lui Vodă”, în amintirea victoriei asupra trupelor austriece. Monumentul este un monolit în formă de columnă pătrată, de 3 metri înălțime, cu o pălărie piramidală de piatră așezată pe vârf. Pe pereții monumentului sunt gravate în limbă română veche, cu litere chirilice, faptele campaniilor sale victorioase.
Autonomia Ocolului Câmpulung rezultă din privilegiul locuitorilor din acea vreme de a-și ierna fără plată oile pe moșiile mănăstirești și boierești, din scutirile vamale pentru comerț (de exemplu taxa vinăritului), din scutirile de a da cai de olac și de-a plăti bir la întemeierea unei noi gospodării. Conținutul drepturilor, privilegiilor și scutirile de care se bucură locuitorii zonei rezultă fie din obiceiul pământului, fie din cărțile domnești cu privilegii pentru locuitorii Câmpulungului. Conducerea treburilor din ocol era lăsată în seama vornicilor, vatamanilor și bătrânilor, aleși din mijlocul sătenilor. Slujitorii domniei intrau rar în ocol și atunci numai pentru cercetarea și judecarea unor situații deosebite.

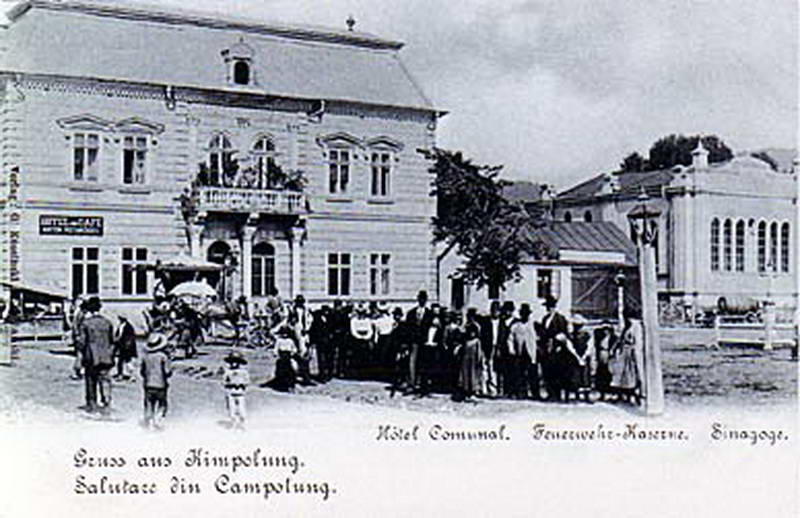
Hotelul Comunal înainte de anul 1919

Cartea domnească din 18 august 1747 a lui Grigore Alexandru Ghica menționează următoarele: „Am înnoit și întărit tuturor câmpulungenilor toate drepturile ce le-au avut de la domnia mea și de la naintașii noștri cu cărți domnești, întâi pentru vama – să nu plătească vamă pentru vitele lor, al doilea pentru mortasipie, al treilea pentru oamenii domnești, al patrule pentru strânsul banilor și pentru gorștină, al cincile pentru iernatul oilor, să fie volnici a le paște pe a oricui moșie, al șasele pentru vinul ce-l vor aduce din gios de la Odobești, să nu plătească tult sau 22 bani și jumătate pentru un vas și 12 bani starostelui, nici pârcălabului.”
Întreaga obște de ocol a Câmpulungului Moldovenesc este considerată o „cetate de drum”, menită să asigure apărarea Moldovei la trecători. Pentru acest serviciu, domnitorii țării continuă să reînnoiască la fiecare schimbare de domnie privilegiile câmpulungenilor ce asigură acea autonomie largă, echivalentă cu privilegiile unei republici stăpână pe propria-i organizare interioară și care are dreptul de a trimite solii ei proprii, nu numai la Cetatea Bistriței (și ea cu organizație proprie), ci chiar la domnii Moldovei, ca de la stat la stat.
În istoria zonei se petrec și alte evenimente cu implicații pentru destinele Moldovei. Astfel, Alexandru Lăpușneanu trece cu oștile spre Transilvania în 1556–1557, iar în vremea lui Gheorghe Ștefan (1653–1658) are loc în aceste locuri o luptă între oastea moldoveană și armata nobilimii transilvănene. În secolul al XVII-lea, când polonezii ocupă vremelnic nordul Moldovei, în Câmpulung își are reședința unul dintre comandanții armatei polone. În anul 1766 numărul locuitorilor ocolului se ridică la 922 de familii, dintre care 377 în Câmpulungul propriu-zis. Câmpulungenii au reușit să-și mențină drepturile, privilegiile și scutirile moștenite din vechime, până la ocuparea părții de nord a Moldovei de către austrieci, în 1774.

### Perioada habsburgică și austro-ungară
Etapa ocupației austriece începe în anul 1774, când trupele habsburgice ocupă nord-vestul Moldovei, în momentul în care armatele rusești se retrăseseră, iar Imperiul Otoman ieșise slăbit în urma războiului de șase ani (1768–1774).
Între 1775 și 1918, ceea ce mai rămăsese din Ocolul Câmpulungului parcurge mai multe etape distincte: perioada de administrație militară (1775–1786), perioada încorporării părții de nord a Moldovei la cercul administrativ teritorial al Galiției (1786–1848) și perioada în care Bucovina este recunoscută ca ducat autonom al imperiului, și în care, pe fondul politicii habsburgice de exploatare economică, socială și națională, se declanșează lupta patrioților români din aceste teritorii pentru a-și păstra ființa națională (1848–1918).
La data de 12 octombrie 1777, toată populația este chemată să depună jurământul de credință către împărat. Inițial, întreaga Bucovină, deci și ținutul Câmpulungului Moldovenesc (porțiunea rămasă peste graniță), a fost sub administrație militară.

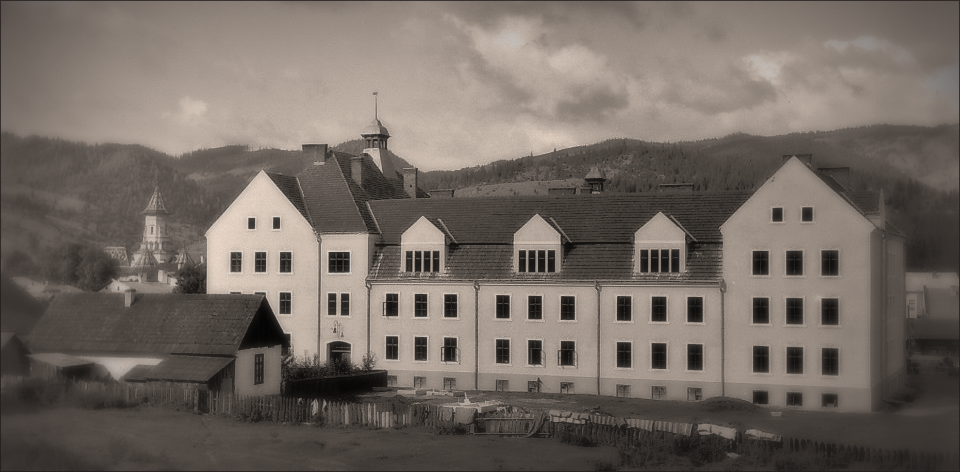
Liceul „Dragoș Vodă” din Câmpulung Moldovenesc în anul 1915.

Primul guvernator militar după ocupația din 1775 este generalul Gabriel Freiheer von Splény, până în anul 1779. Îl urmează generalul baron Karl von Ensenberg, până în noiembrie 1786, când Bucovina trece sub administrație civilă, ea fiind încorporată guvernământului civil din Liov (centrul administrativ al Galiției) ca al nouăsprezecelea cerc al acestei provincii. Evenimentul se petrece după ce împăratul Iosif al II-lea vizitase a doua oară Bucovina între 24–27 iulie 1786. Această măsură nemulțumește profund populația autohtonă, fapt care ajunge până la guvernul central din Viena, astfel că la 27 septembrie 1790 se publică o declarație în care se afirmă că unirea din 1786, făcută numai cu intenția de a simplifica administrația publică, nu mai poate dăinui din cauza deosebirilor de limbă, obiceiuri și datini, și în consecință, se hotărăște ca Bucovina să nu mai fie socotită parte integrantă a Galiției, dar totuși, pentru ușurință, administrația să rămână mai departe în jurisdicția administrativă a Galiției.
Românii din Bucovina, prin această alipire care va dura 62 de ani, sunt supuși unor măsuri de slavizare, având de înfruntat acum doi adversari. Totalitatea funcționarilor aduși sub administrația guvernului din Liov au fost străini. Dintre cei nouă șefi ai administrației locale până în 1849, numai primul a fost român, boierul Vasile Balș.
Dominația austriacă aduce pe aceste locuri și populație germană, țipteri din comitatul Zips, din care mulți se stabilesc aici: în 1805 la Pojorâta și Fundu Moldovei (Luisenthal), în 1808 la Prisaca Dornei, în 1809 la Valea Stânei și la Dragoșa lângă Frumosu. Cea mai mare parte dintre „țipteri” s-au repatriat în Germania, exact înainte de începerea celui de-al Doilea Război Mondial.
În dezvoltarea sa, Câmpulung Moldovenesc cunoaște mai multe faze, de la întemeiere și până în secolul al XV-lea, când se pun bazele acestei așezări, pe Valea Caselor (de unde și denumirea de Capu Satului). Ulterior localitatea se extinde spre vest, mutându-și centrul din Capu Satului în actuala locație a centrului orașului. Prin urmare, începând cu secolul al XV-lea așezarea se întinde tot mai mult pe râul Moldova și pe văile afluenților, venind populație și din Ardeal și întemeindu-se târgul Câmpulung. Din 1775 până în 1888, Câmpulung Moldovenesc se extinde pe cursurile pâraielor Deia, Runc, Izvorul Alb, Valea Seacă și Sâhla.
În momentul instaurării stăpânirii habsburgice, Câmpulungul era deja pe cale de a deveni târg, ca urmare a intensificării schimburilor economice, a creșterii producției de mărfuri. Primele dovezi scrise în care localitatea e amintită „târg” sau „târgușor” sunt din 1783 și 1787, fapt pe care stăpânirea habsburgică îl recunoaște oficial printr-un document din 1794 emis de Curtea de la Viena.
Momentul acordării autonomiei Bucovinei reprezintă o recunoaștere a puternicei unități culturale românești, păstrată de multe veacuri și adeverită chiar de împăratul Franz Joseph I, care, fixându-i stema prin diploma din 9 decembrie 1862, precizează: „parte din vechea Dacie, țara aceasta numită în timpul stăpânirii domnilor Moldovei Țara de Sus, apoi Bucovina, locuită de daci și apoi de colonii lui Traian, a fost străbătută în timpul migrației popoarelor de goți, gepizi, huni, avari, unguri, tătari și încă alte neamuri care n-au lăsat după ei decât urmele groazei și distrugerii. În timp de aproape un mileniu de asemenea situație a trebuit ca poporul autohton să-și salveze viața, obiceiurile și limba.” În anul 1866, administrația austriacă ridică așezarea la rangul de oraș.
În a doua jumătate a secolului al XIX-lea, spre 1875, se intensifică lupta necontenită a românilor, ca răspuns dat administrației austriece care pregătea intense manifestări pentru a celebra o sută de ani de la anexare. Pe acest fond se situează acțiunile intelectualilor progresiști, care militează pentru afirmarea elementelor românești rămase nealterate de-a lungul vremii.

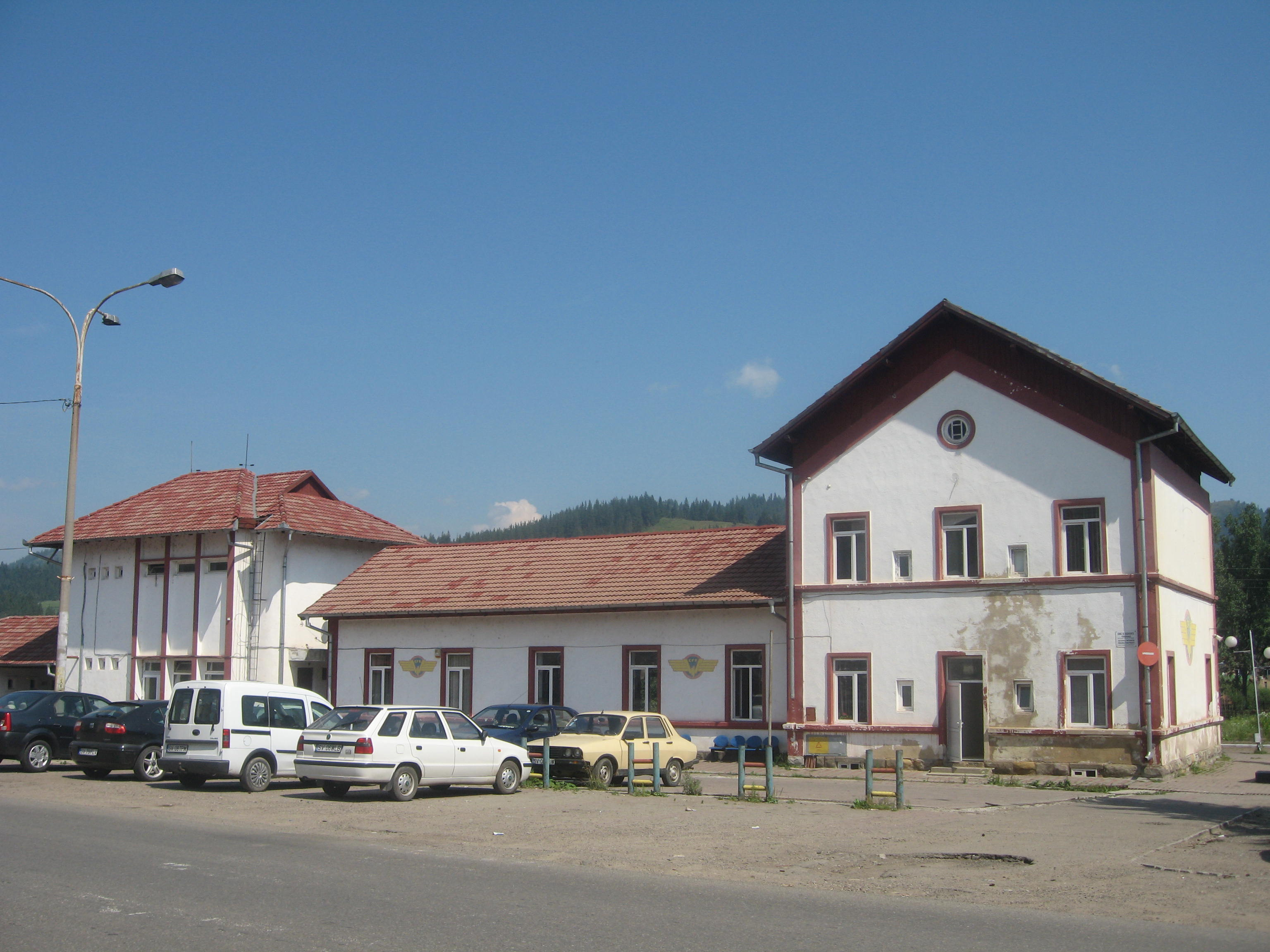
Gara Câmpulung Moldovenesc

La sfârșitul secolului al XIX-lea este construită linia de cale ferată Dărmănești–Câmpulung Moldovenesc, localitatea devenind astfel legată la rețeaua de căi ferate. În 1938, este inaugurată linia ferată Vatra Dornei–Cluj-Napoca, prin Floreni și Ilva Mică.
În perioada 1888-1918, orașul Câmpulung Moldovenesc cunoaște o evoluție puternică, fiind influențat de construirea căii ferate principale și a celor două ramificații: una de la Vama spre Moldovița și alta de la Pojorâta spre Fundu Moldovei. Ca urmare, în această perioadă apar în zonă numeroase fabrici de cherestea pentru prelucrarea materialului lemnos. De asemenea, se începe exploatarea subsolului comunei Fundu Moldovei, extrăgându-se minereuri de fier, cupru, plumb, zinc și se construiește o turnătorie la Prisaca Dornei.
În anul 1907, la insistențele contelui Franz von Bellegarde (1833-1912), deputatul de Câmpulung în parlamentul austriac, împăratul Franz Joseph emite Decretul împărătesc austriac pentru întemeierea unui gimnaziu complet cu opt clase în orașul Câmpulung Moldovenesc. Primul director al gimnaziului este Daniil Verenca, venit din Cernăuți, iar între primii profesori care activează la această școală sunt de menționat Modest cavaler de Sorocean, Dimitrie Logigan și Ion Ștefureac. Până în 1918 limbile de predare sunt româna și germana. În prezent instituția de învățământ poartă numele de Colegiul Național „Dragoș Vodă”.
Primul Război Mondial dă un nou impuls luptei naționale a românilor din Bucovina, în condițiile destrămării Austro-Ungariei.

### Perioada interbelică
Marea Adunare Națională de la Alba Iulia de la 1 decembrie 1918, la care participă și numeroși bucovineni, consfințește hotărârea luată la Cernăuți, în data de 28 noiembrie 1918, atunci când Congresul General al Bucovinei adoptă moțiunea privind unirea necondiționată a Bucovinei cu Regatul României, împlinind astfel idealul de unitate a tuturor românilor. Pentru realizarea acestui deziderat, au avut loc acțiuni pregătitoare în toate așezările zonei. Cităm în acest sens un fragment din „Raportul asupra adunării naționale ținute la Fundu Moldovei” la 8 noiembrie 1918: „conform Constituantei țării Bucovinei, precum și adunării naționale districtuale din Câmpulung din 4 noiembrie 1918 stil nou, s-a conchiemat pe ziua de 8 noiembrie stil nou adunarea națională a poporului din această comună.”

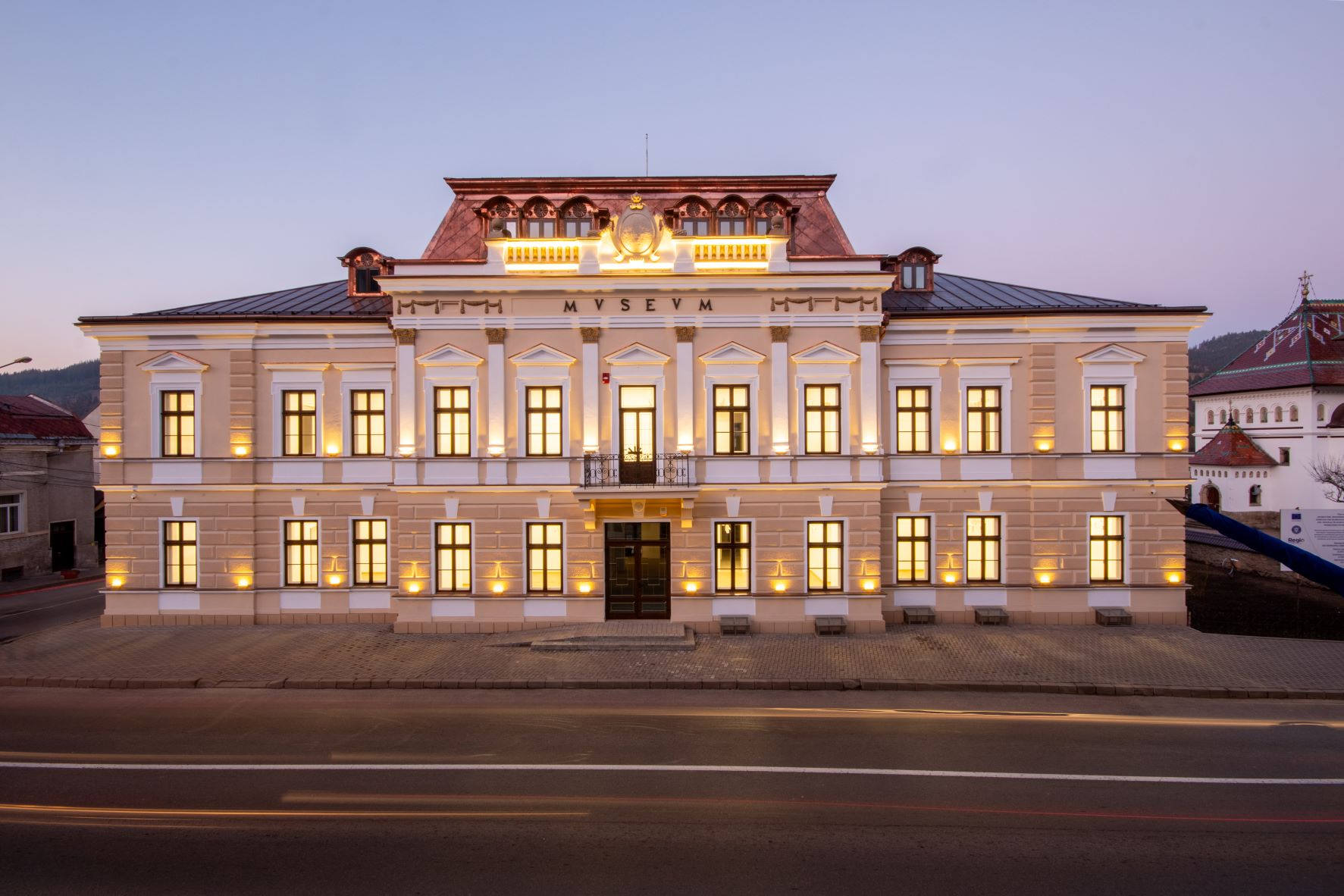
Clădirea Prefecturii județului Câmpulung din perioada interbelică, în prezent Muzeul „Arta Lemnului”

Perioada ce a urmat Marii Uniri din 1918 constituie pentru dezvoltarea zonei o epocă de puternic avânt, reconstruindu-se din temelii ceea ce distrusese Primul Război Mondial. Urme ale luptelor pot fi văzute și astăzi în pădurile Obcinilor Feredeului și Mestecănișului.
Prin legea de unificare administrativă adoptată la 14 iunie 1925, Bucovina este împărțită în cinci județe: Cernăuți, Câmpulung, Rădăuți, Storojineț și Suceava, această situație menținându-se până la 28 iunie 1940, când partea sa de nord trece sub administrație sovietică.
Între 1925 și 1950, județul Câmpulung, cel mai întins ca suprafață din Bucovina, are următoarea împărțire administrativă: 
- una comună urbană reședință: Câmpulung;
- trei comune urbane nereședință: Gura Humorului, Vatra Dornei și Vama;
- 39 de comune rurale repartizate în trei plase: plasa Moldova cu 13 comune rurale și cu reședința la Câmpulung, plasa Dorna cu 11 comune rurale și cu reședința la Vatra Dornei și plasa Humorul cu 15 comune rurale și cu reședința la Gura Humorului.

### După al Doilea Război Mondial
Existența orașului Câmpulung Moldovenesc ca reședință de județ este întreruptă de către noua împărțire administrativă legiferată în anul 1950, după model sovietic. Prin urmare, fostul județ Câmpulung este înglobat în regiunea Suceava, iar orașul devine reședința raionului Câmpulung, unul dintre cele douăsprezece raioane ale regiunii nou formate.
La data de 1 septembrie 1953 se înființează Școala Militară Medie nr. 1 Câmpulung Moldovenesc, succesoarea școlii militare înființate la Cernăuți în anul 1924. În august 1956 instituția de învățământ se mută în garnizoana construită la ieșirea estică din Câmpulung Moldovenesc, în cartierul Capu Satului, după ce timp de trei ani a funcționat la Iași. La 1 ianuarie 1957 numele școlii se schimbă în Liceul Militar „Ștefan cel Mare”, iar în prezent se numește Colegiul Militar Liceal „Ștefan cel Mare”. În curtea liceului este amplasată statuia lui Ștefan cel Mare, operă a sculptorului Vladimir Florea. Monumentul a fost mutat din Parcul Central din Suceava, la ordinul prim-secretarului PCR Emil Bodnăraș.
În anul 1968 se realizează o nouă împărțire teritorială a României, prin desființarea regiunilor și a raioanelor și înființarea județelor. Ca urmare, Câmpulung Moldovenesc este transformat din reședință de raion într-un simplu oraș în cadrul județului Suceava. În 1995, localitatea este ridicată la rangul de municipiu, fiind în prezent unul dintre cele cinci municipii aflate pe teritoriul județului Suceava.

## Personalități
- Eudoxiu de Hurmuzachi (Eudoxius Freiherr von Hormuzaki) (1812 - 1874), istoric, politician și patriot român, mareșal al Bucovinei, a luptat pentru drepturile românilor din Imperiul Habsburgic.
- Ion Ștefureac (1871 - 1920), profesor, arhitect și etnograf român, pionier al muzeografiei etnografice românești.
- Vasile Gheorghiu (1872 - 1959), profesor, teolog român, membru de onoare al Academiei Române.
- Leibu Levin (1914 - 1983), poet și compozitor evreu, stabilit ulterior în Israel;
- Alexander Spiegelblatt (1927 - 2013), scriitor de limbă idiș.
- Maria Diaconescu (n. 1937), aruncătoare de suliță;
- Monica Ghiuță (1940 - 2019), actriță
- Anca Parghel (1957 - 2008), cântăreață și pianistă de jazz, profesoară de muzică;
- Adrian Ursache (n. 1974), cetățean german, membru al mișcării extremiste de dreapta Cetățeni ai Reichului;
- Ioana Papuc (n. 1984) canotoare;
- Ionela Cozmiuc (n. 1995), canotoare;
- Andrei Mândrilă (n. 2002), canotor.

## Obiective istorice și turistice
- Biserica romano-catolică Înălțarea Domnului – construită în 1815 ca biserică romano-catolică. Se află pe Calea Transilvaniei nr. 31A, în centrul orașului.
- Biserica de lemn Nașterea Maicii Domnului – biserică de lemn construită în perioada 1855-1858 ca biserică ortodoxă. Se află pe Strada Vasile Cârlova, în cartierul Capu Satului.
- Biserica Sfântul Dumitru – construită în 1883 ca biserică greco-catolică de comunitatea ruteană și folosită în prezent ca biserică ortodoxă. Se află pe Strada Ion Ștefureac nr. 7, în centrul orașului.
- Biserica Sfântul Nicolae – construită în perioada 1887-1896 ca biserică ortodoxă, pe locul unei biserici de lemn din 1698. Se află pe Calea Bucovinei nr. 24, în centrul orașului.
- Biserica Adormirea Maicii Domnului – construită în 1913 ca biserică ortodoxă. Se află pe Calea Transilvaniei nr. 8, în centrul orașului.
- Biserica Izvorul Tămăduirii – construită în perioada 2001-2009 ca biserică ortodoxă, ctitorită de Alexandru Șandru-Alboi și de preotul Teodor Giosan. Se află pe Strada Izvorul Alb, în cartierul Capu Satului.
- Fosta prefectură a județului Câmpulung, azi Muzeul „Arta Lemnului” – clădire monument istoric (cod de clasificare SV-II-m-B-05515), construită la sfârșitul secolului al XIX-lea. Se află pe Calea Transilvaniei nr. 10, în centrul orașului.
- Fosta primărie, azi spații comerciale – clădire monument istoric (cod de clasificare SV-II-m-B-05512), construită în 1896. Se află pe Calea Transilvaniei nr. 2, în centrul orașului.
- Școala Generală nr. 3 „Bogdan Vodă” – clădire monument istoric (cod de clasificare SV-II-m-B-05517), construită în secolul al XIX-lea. Se află pe Calea Bucovinei nr. 26, în centrul orașului.
- Școala Generală nr. 2 „George Voevidca” – clădire cu valoare arhitecturală, construită în 1937. Se află pe Calea Bucovinei nr. 206, în cartierul Capu Satului.
- Colegiul Național „Dragoș Vodă” – clădire cu valoare arhitecturală, construită în perioada 1919-1934. Se află pe Strada Liceului nr. 1, în centrul orașului.
- Poșta – clădire cu valoare arhitecturală. Se află pe Calea Bucovinei nr. 33, în centrul orașului.
- Banca Comercială Română – clădire monument istoric (coduri de clasificare SV-II-m-B-05513 și SV-II-m-B-05514), construită în 1940. Se află pe Calea Transilvaniei nr. 6-8, în centrul orașului.
- Spitalul de Psihiatrie – clădire cu valoare arhitecturală, construită în perioada 1885-1889. Se află pe Strada Trandafirilor nr. 2, în centrul orașului.
- Gara Câmpulung Moldovenesc – clădire cu valoare arhitecturală. Se află pe Strada Gării nr. 8, în centrul orașului.
- Gara Câmpulung Est – clădire cu valoare arhitecturală, construită în 1888. Se află pe Calea Bucovinei, în cartierul Capu Satului.
- Muzeul Etnografic „Ioan Grămadă” – gospodărie tradițională din Câmpulung Moldovenesc, organizată ca muzeu. Se află pe Strada Vornic Grigore Sabie nr. 19, în cartierul Capu Satului.
- Casa „Grămadă Gheorghe” – clădire monument istoric (cod de clasificare SV-II-m-B-05511), construită în 1817. Se află pe Strada Ciprian Porumbescu nr. 28.
- Casa Lateș – clădire monument istoric (cod de clasificare SV-II-m-B-05516), construită în prima jumătate a secolului al XIX-lea. Se află pe Calea Transilvaniei nr. 15.
- Casa de lemn „Petru Crăcană” – clădire monument istoric (cod de clasificare SV-II-m-B-05510), construită la începutul secolului al XIX-lea. Se află pe Strada Cerbului nr. 1.
- Casa de lemn „Gheorghe Mnesciuc” – clădire monument istoric (cod de clasificare SV-II-m-B-05508), construită la mijlocul secolului al XIX-lea.
- Vila Silvia – clădire monument istoric (cod de clasificare SV-II-m-B-05518), construită în secolul al XIX-lea. Se află pe Calea Transilvaniei nr. 53.
- Casa „Vila Coca” – clădire monument istoric (cod de clasificare SV-II-m-B-05509), construită la începutul secolului al XX-lea. Se află pe Calea Bucovinei nr. 48.
- Casă de lemn – clădire monument istoric (cod de clasificare SV-II-m-B-05519), construită în secolul al XIX-lea. Se află pe Calea Transilvaniei nr. 108.
- Casă de lemn – clădire monument istoric (cod de clasificare SV-II-m-B-05520), construită în secolul al XIX-lea. Se află pe Calea Transilvaniei nr. 140.
- Sinagoga veche – lăcaș de cult evreiesc construit în 1873. Se află pe Strada Dimitrie Cantemir nr. 20, în centrul orașului.
- Templul Havre Gah – lăcaș de cult evreiesc construit în 1894. Se află pe Strada Arboroasa nr. 1, în centrul orașului.
- Monumentul statuar „Dragoș Vodă și Zimbrul” – realizat de sculptorul Ion Jalea și dezvelit în 1978 în Piața Arboroasa, lângă Casa de Cultură, în centrul orașului.
- Bustul lui Mihai Eminescu – realizat de sculptorul Ion Lucian Murnu în 1975 și amplasat în 2001 la intersecția dintre Strada Dimitrie Cantemir și Calea Bucovinei, în centrul orașului.
- Obcinele Bucovinei (sit de importanță comunitară inclus în rețeaua europeană Natura 2000 în România).

## Imagini

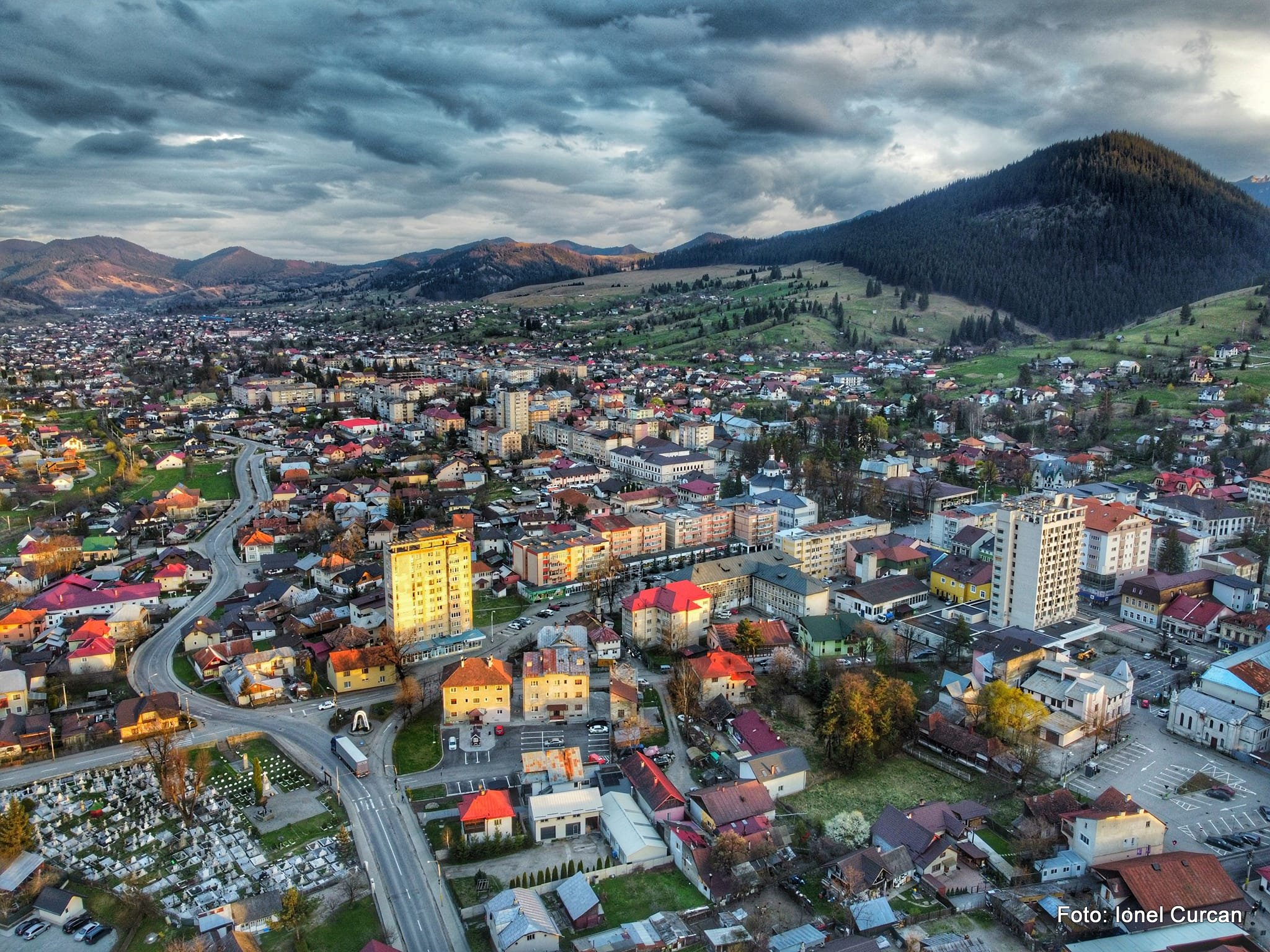
Câmpulung Moldovenesc, vedere de sus
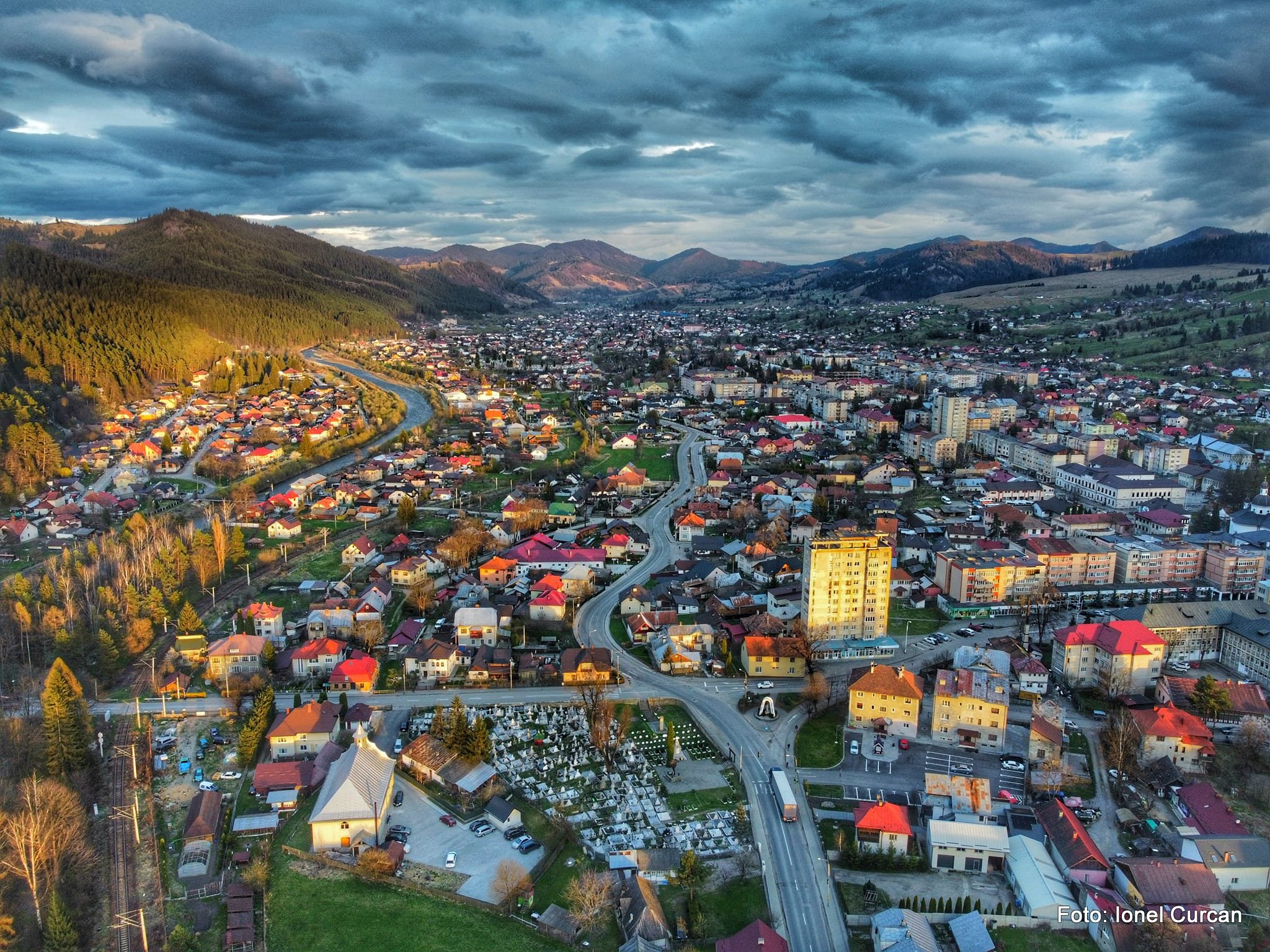
Câmpulung Moldovenesc, vedere de sus
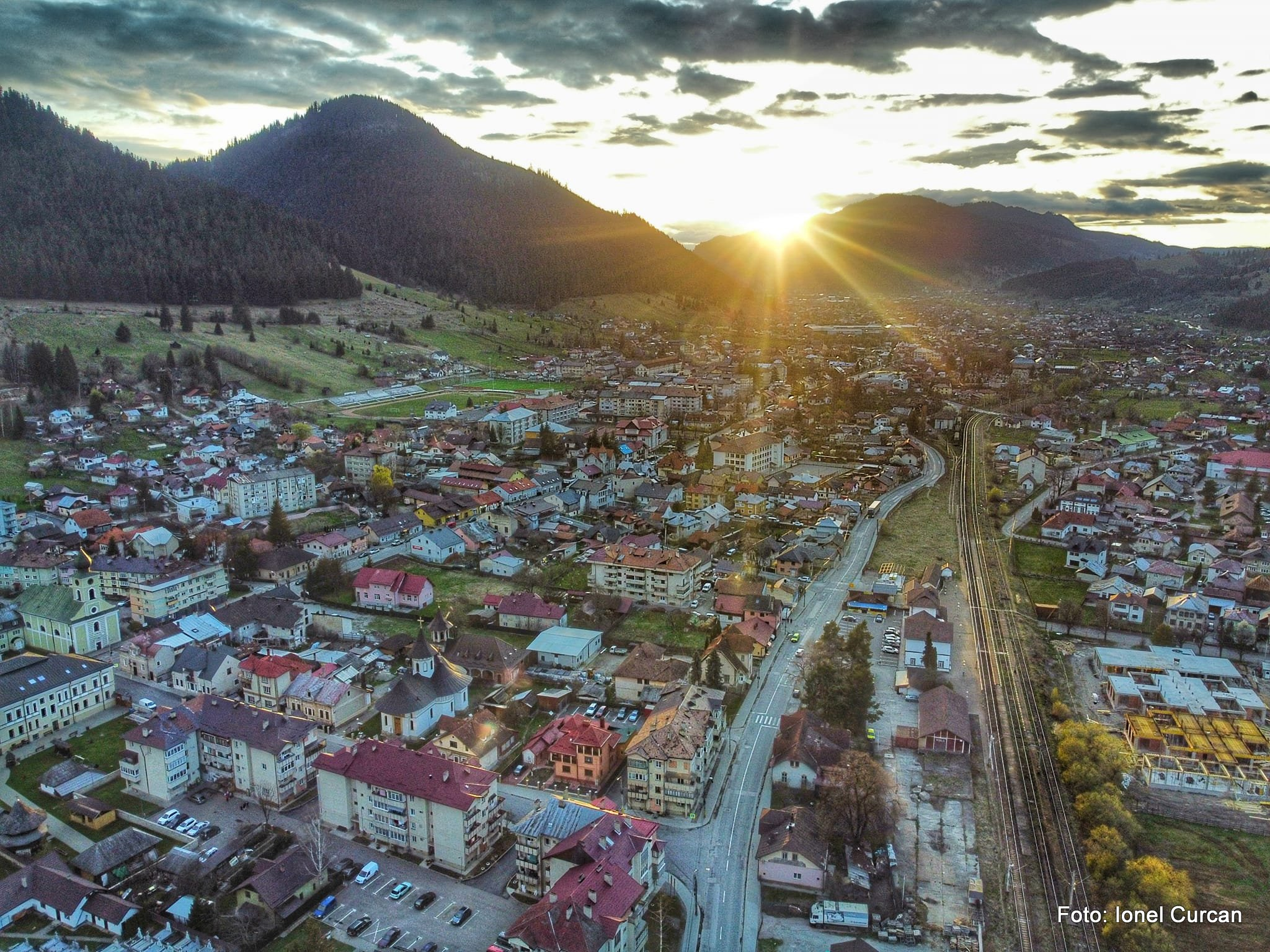
Apus de soare peste Câmpulung Moldovenesc, vedere de sus
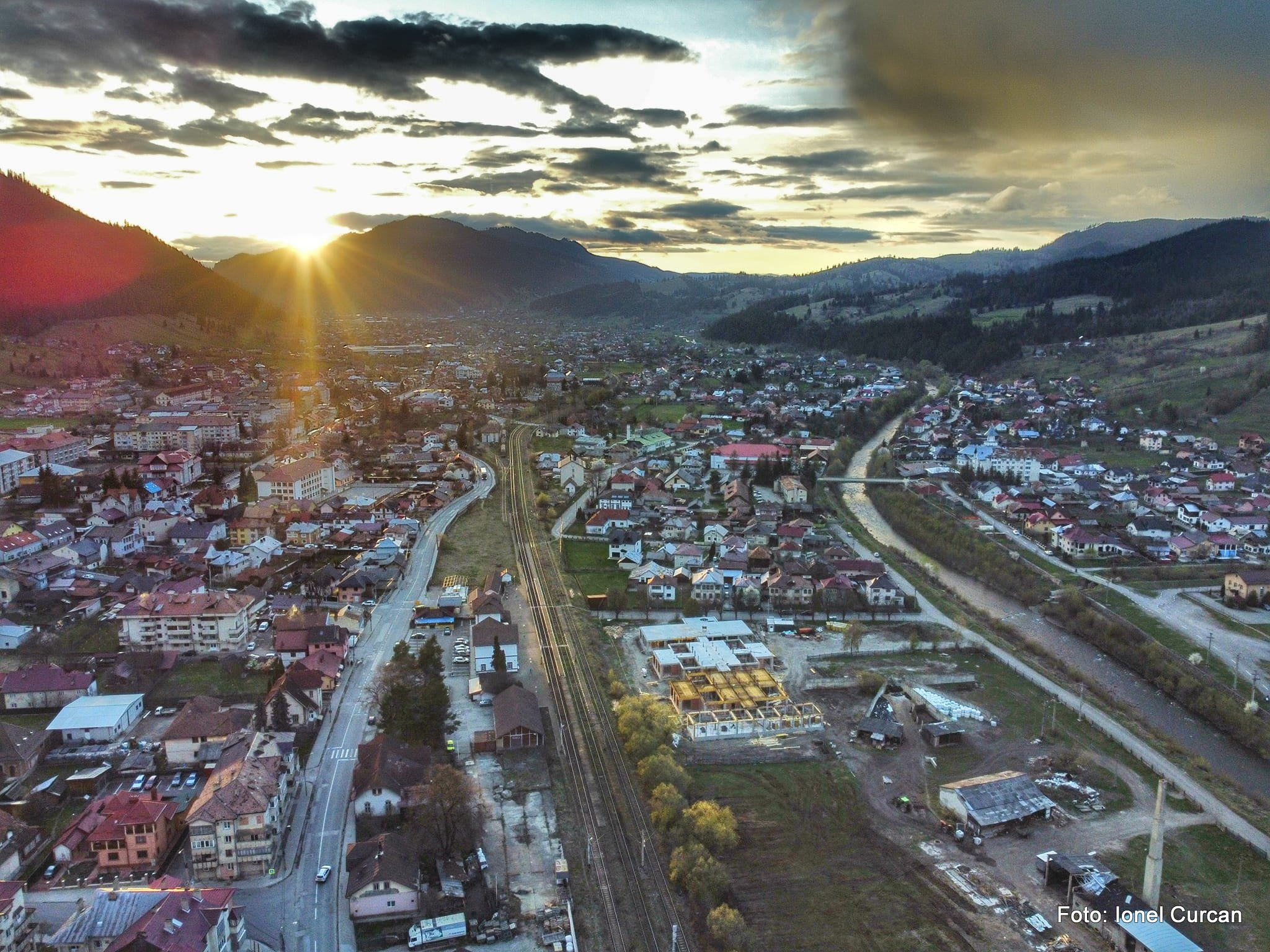
Apus de soare peste Câmpulung Moldovenesc, vedere de sus
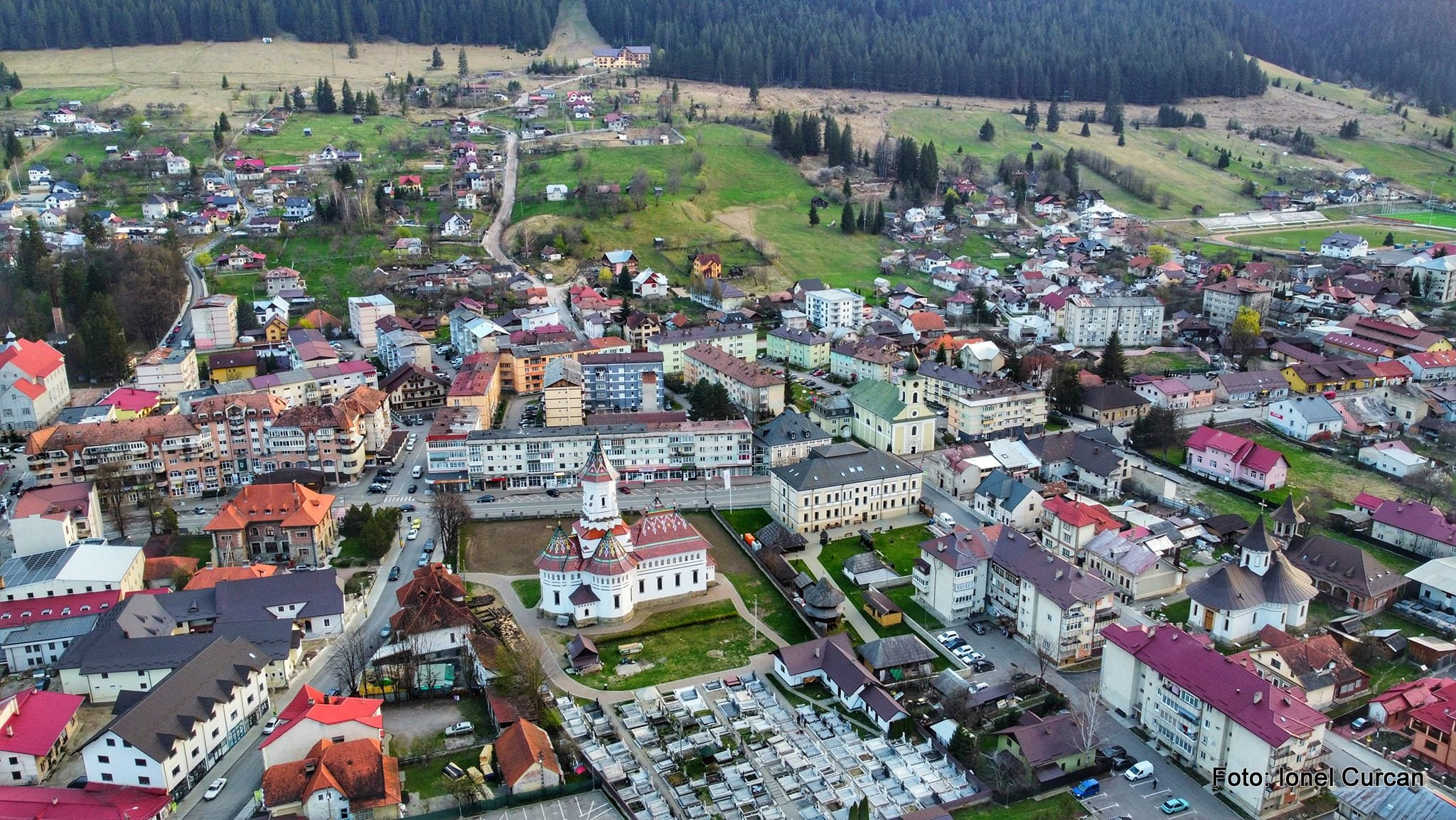
Câmpulung Moldovenesc, vedere de sus
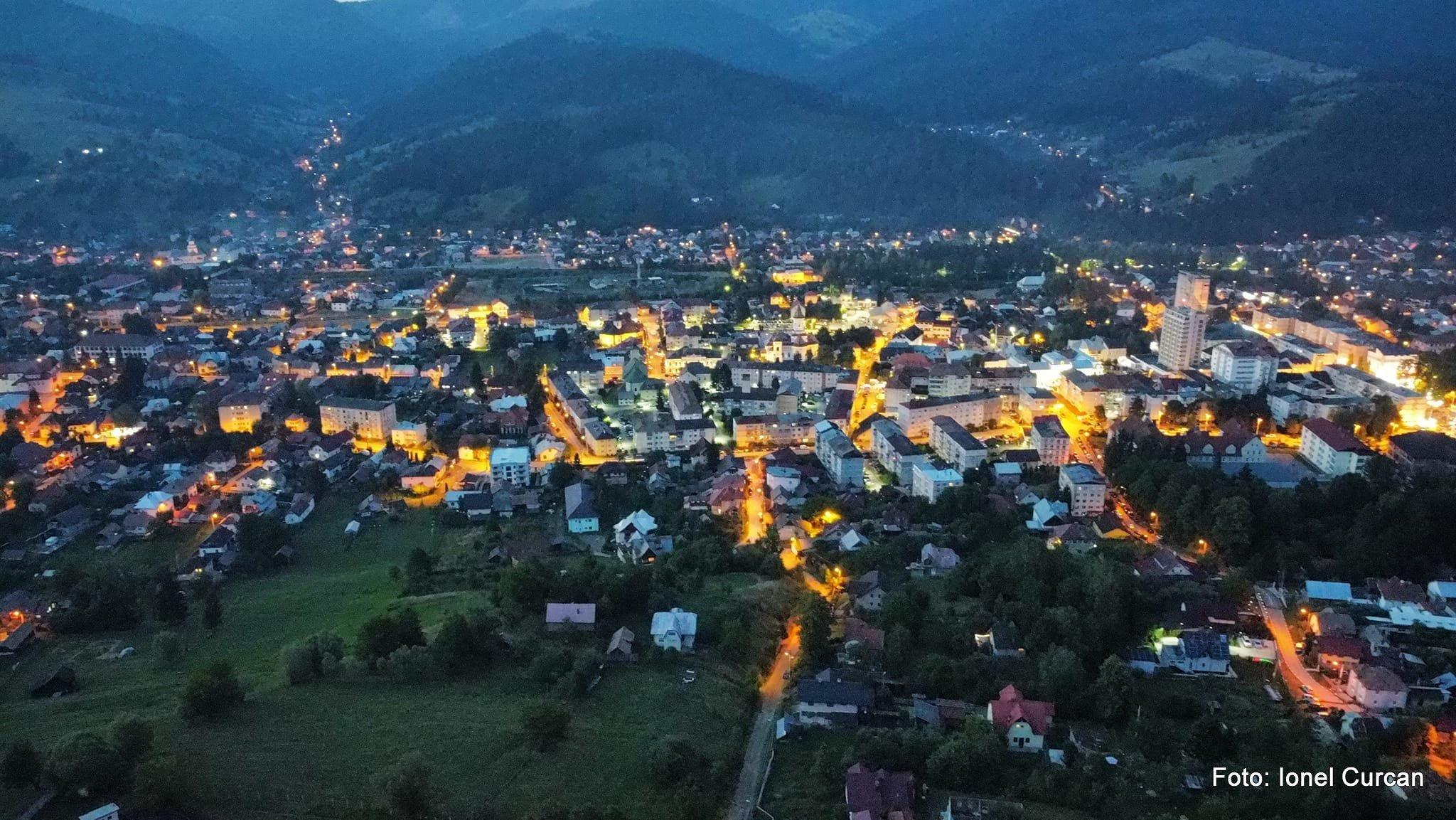
Câmpulung Moldovenesc, vedere nocturnă
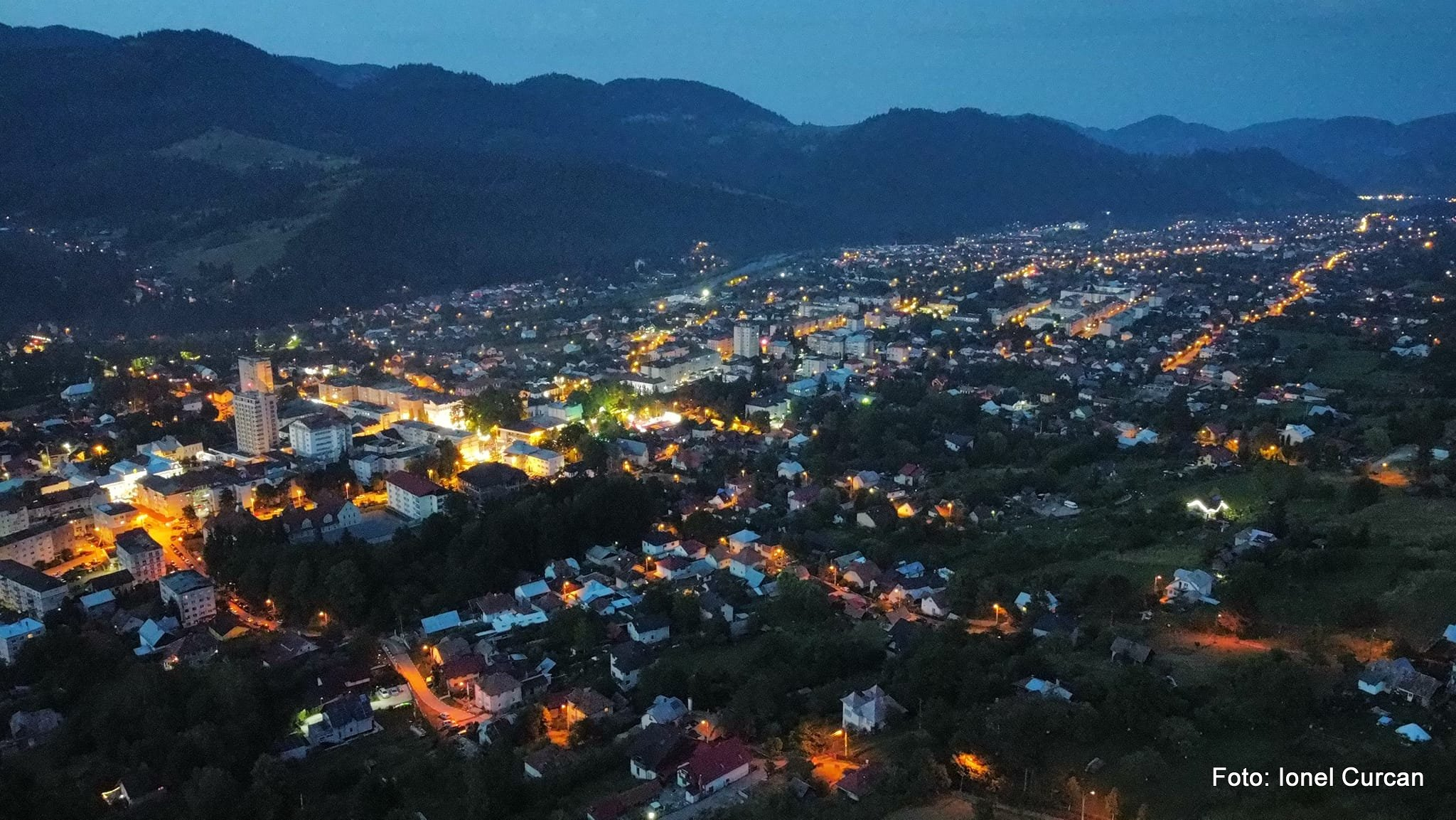
Câmpulung Moldovenesc, vedere nocturnă
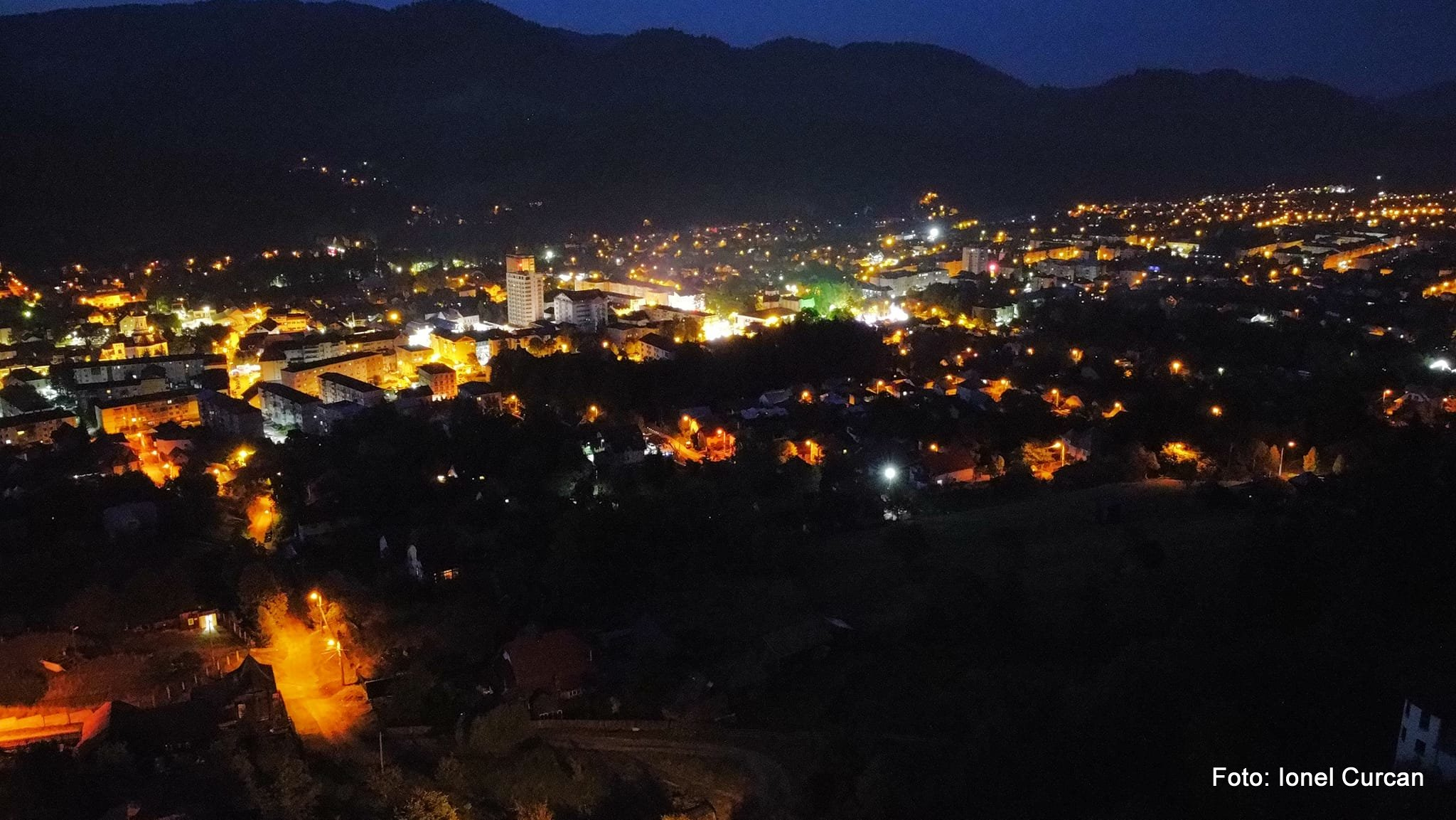
Câmpulung Moldovenesc, vedere nocturnă
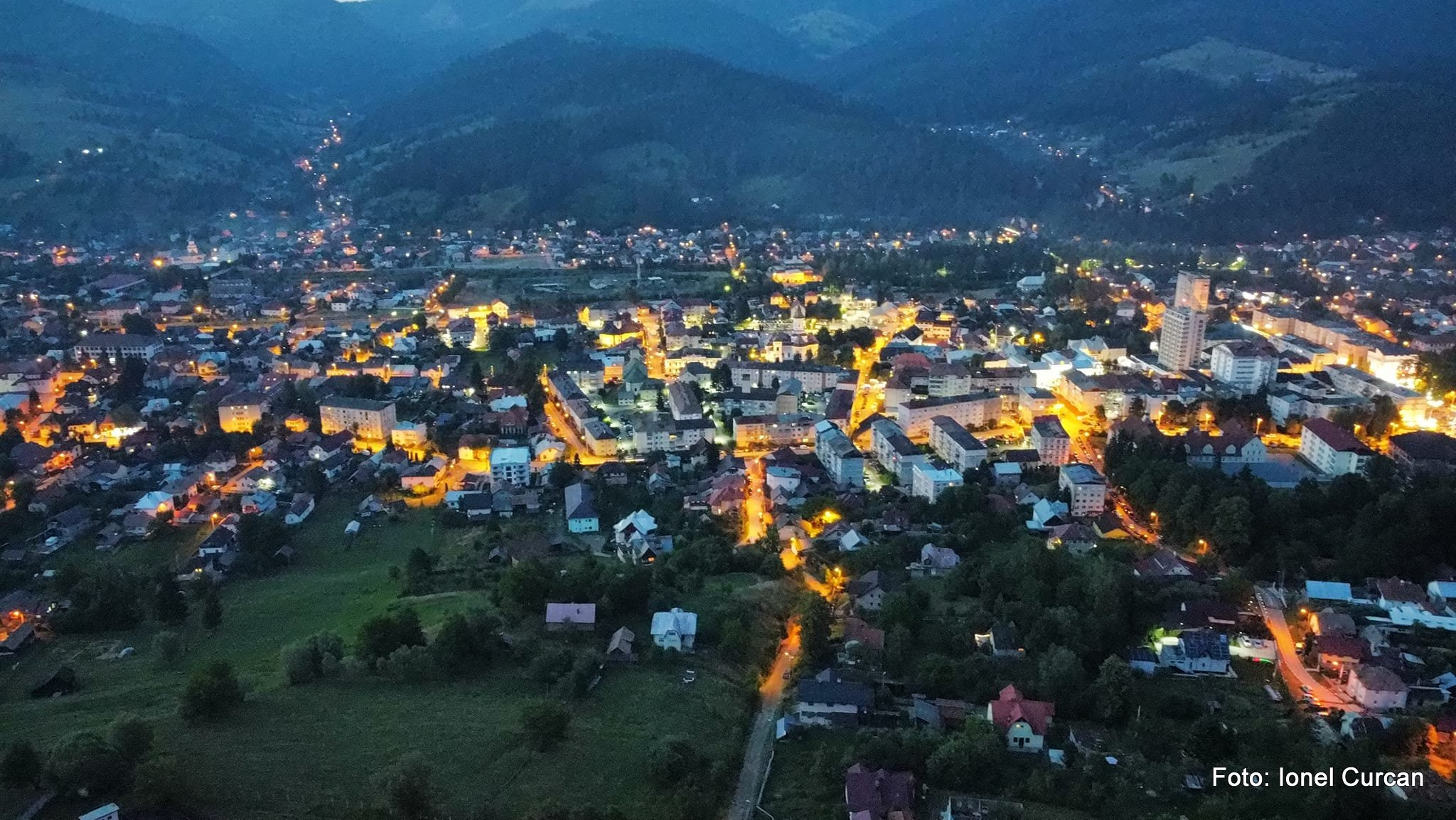
Câmpulung Moldovenesc, vedere nocturnă
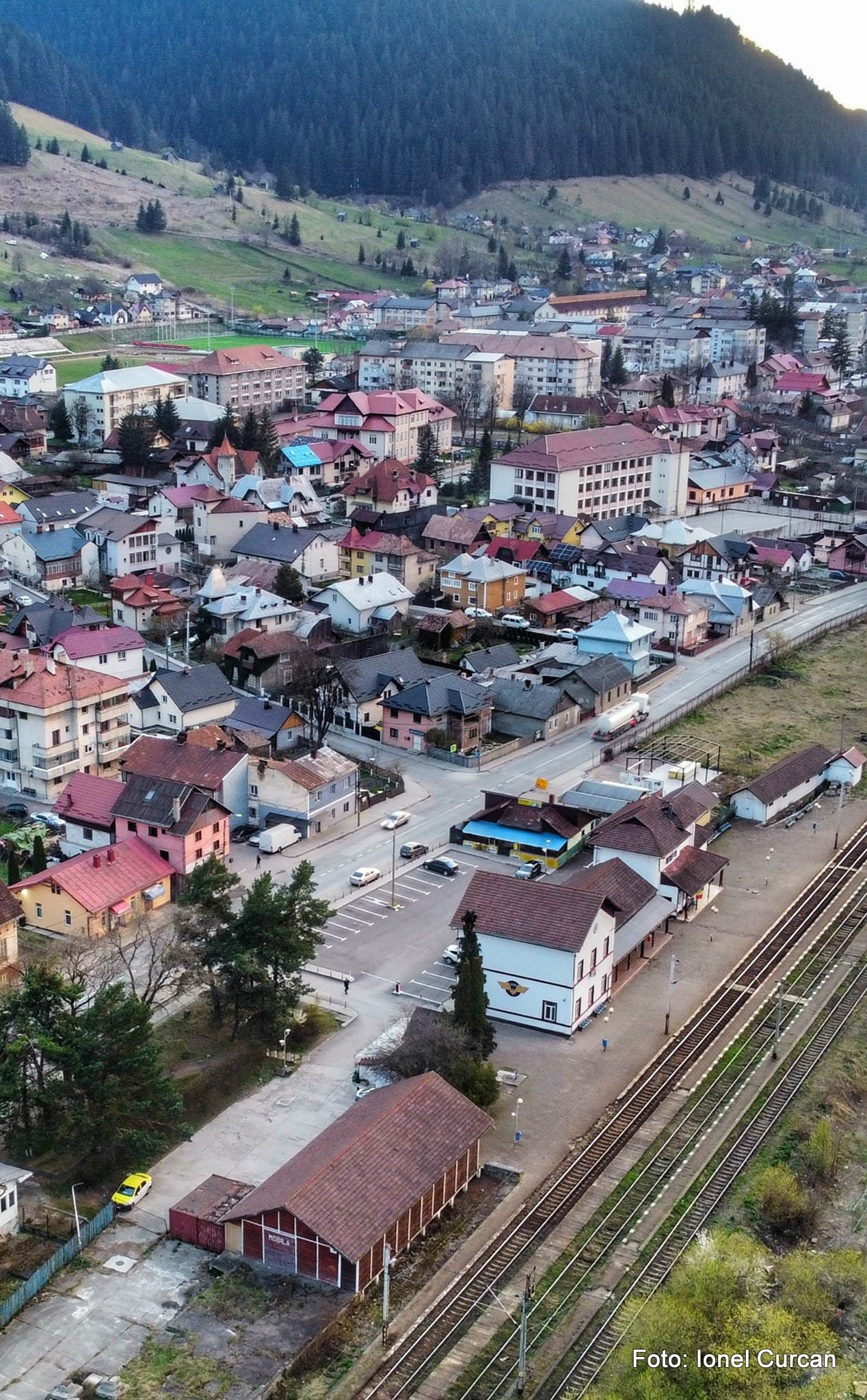
Gara Câmpulung Moldovenesc, vedere de sus
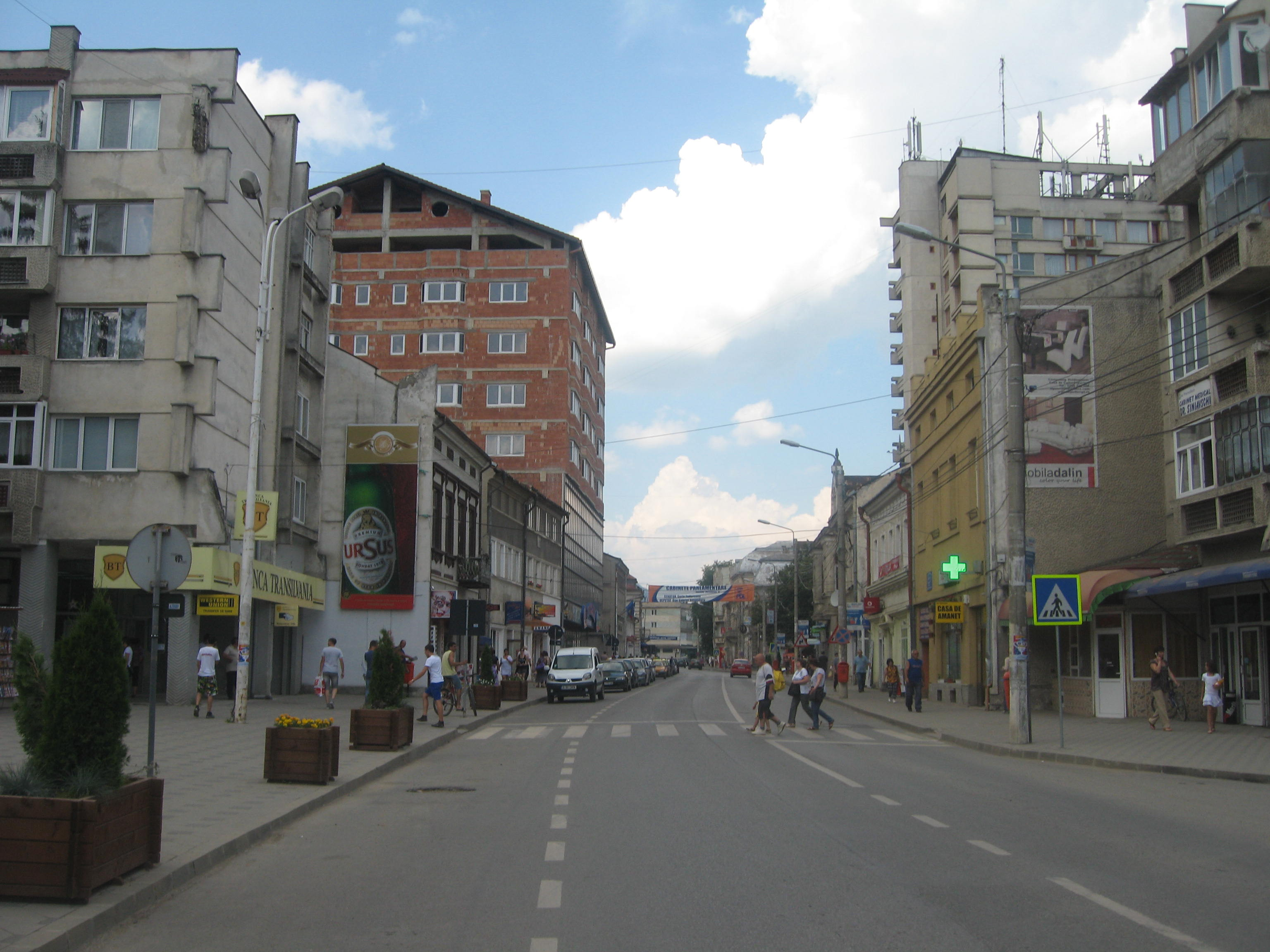
Calea Bucovinei
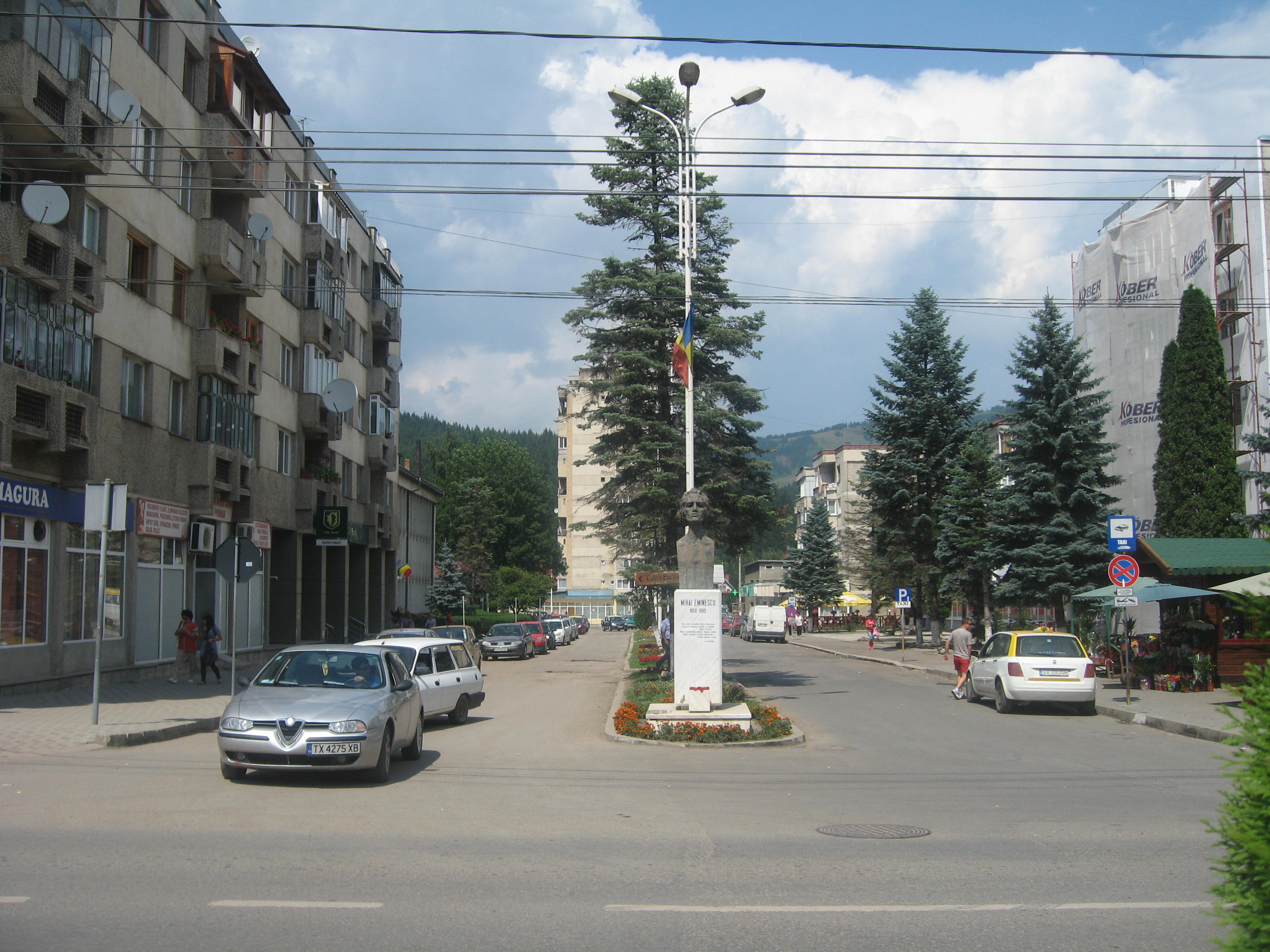
Strada Dimitrie Cantemir
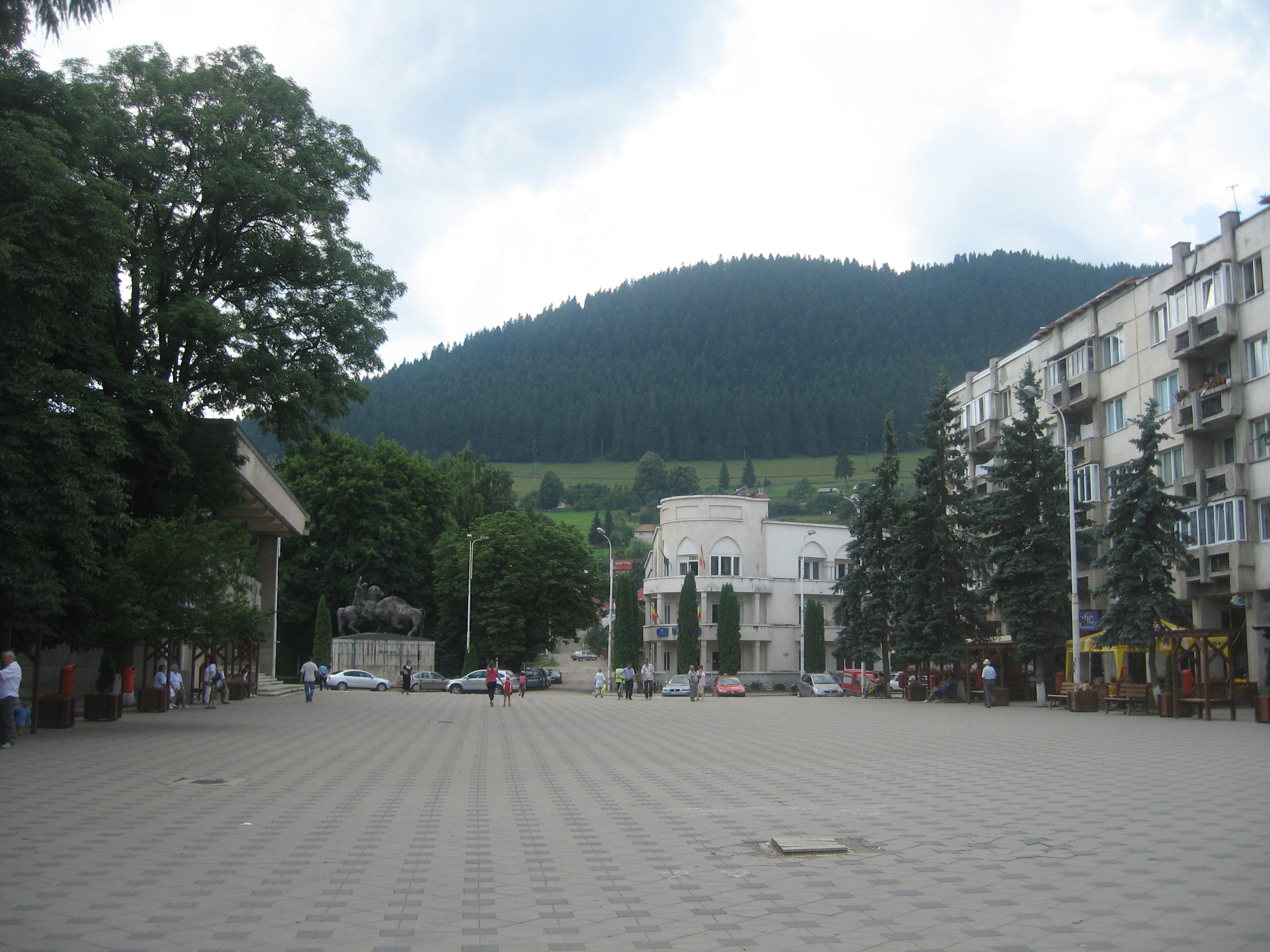
Piața Arboroasa
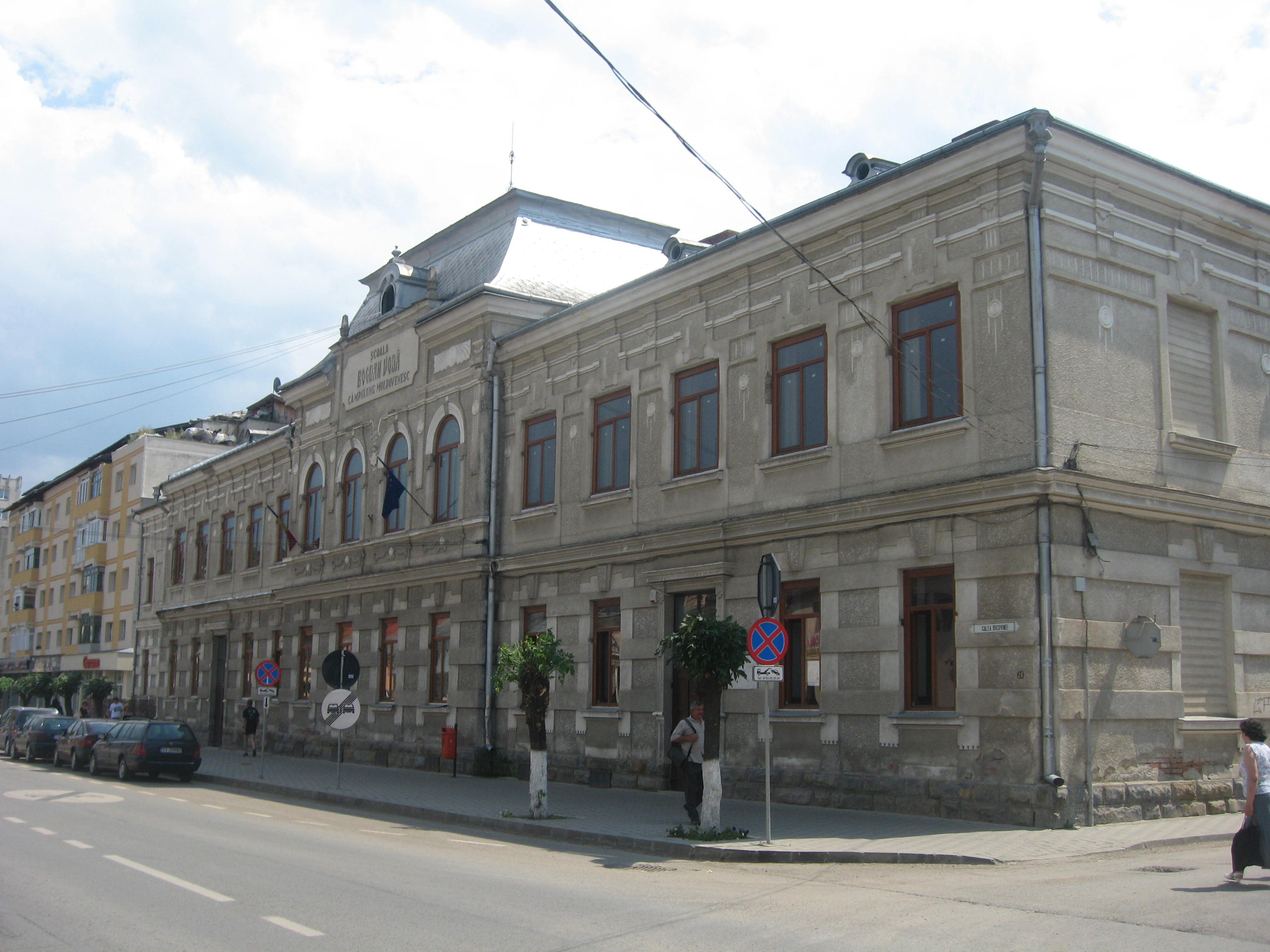
Școala Generală nr. 3 „Bogdan Vodă”
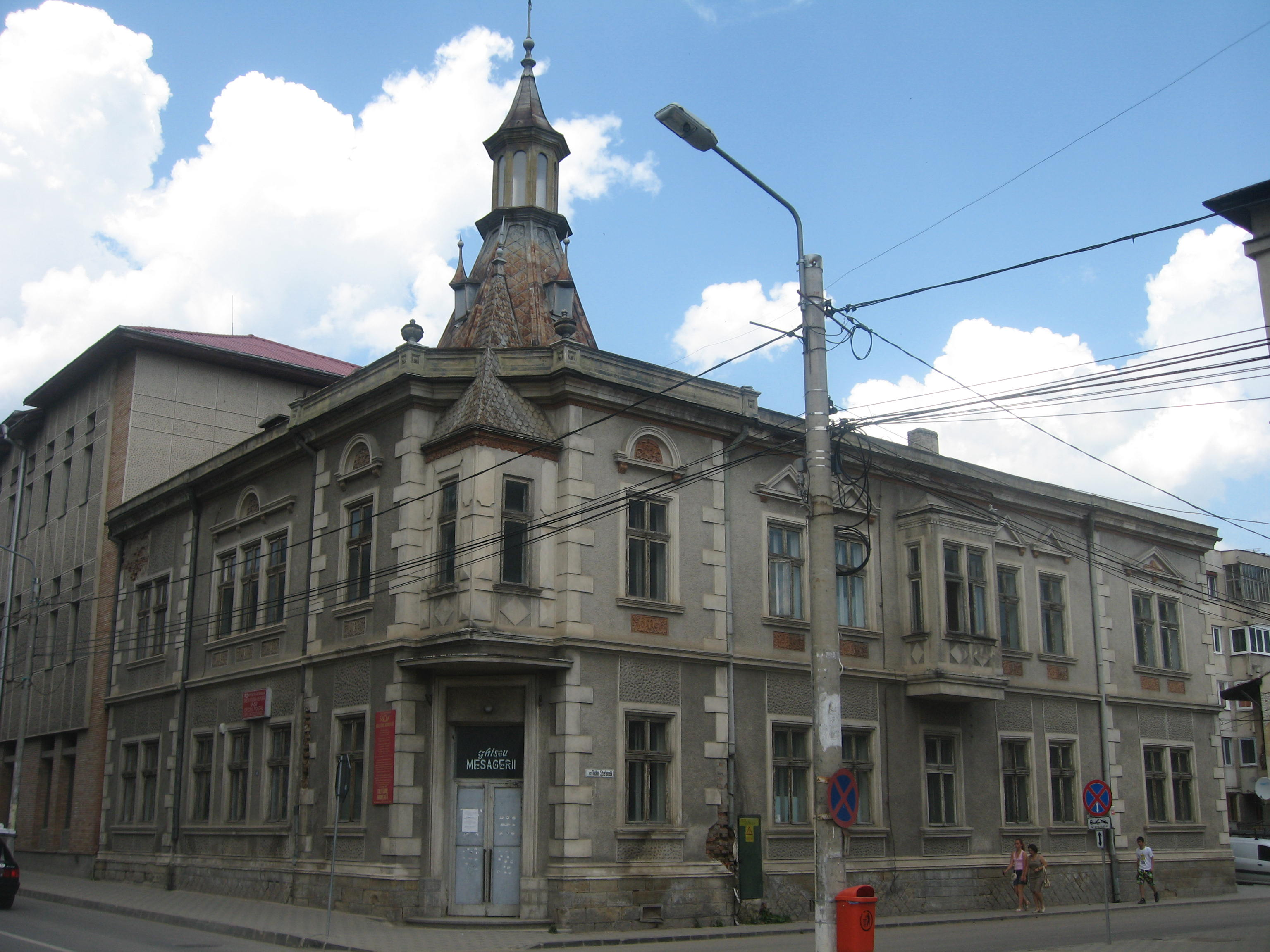
Poșta
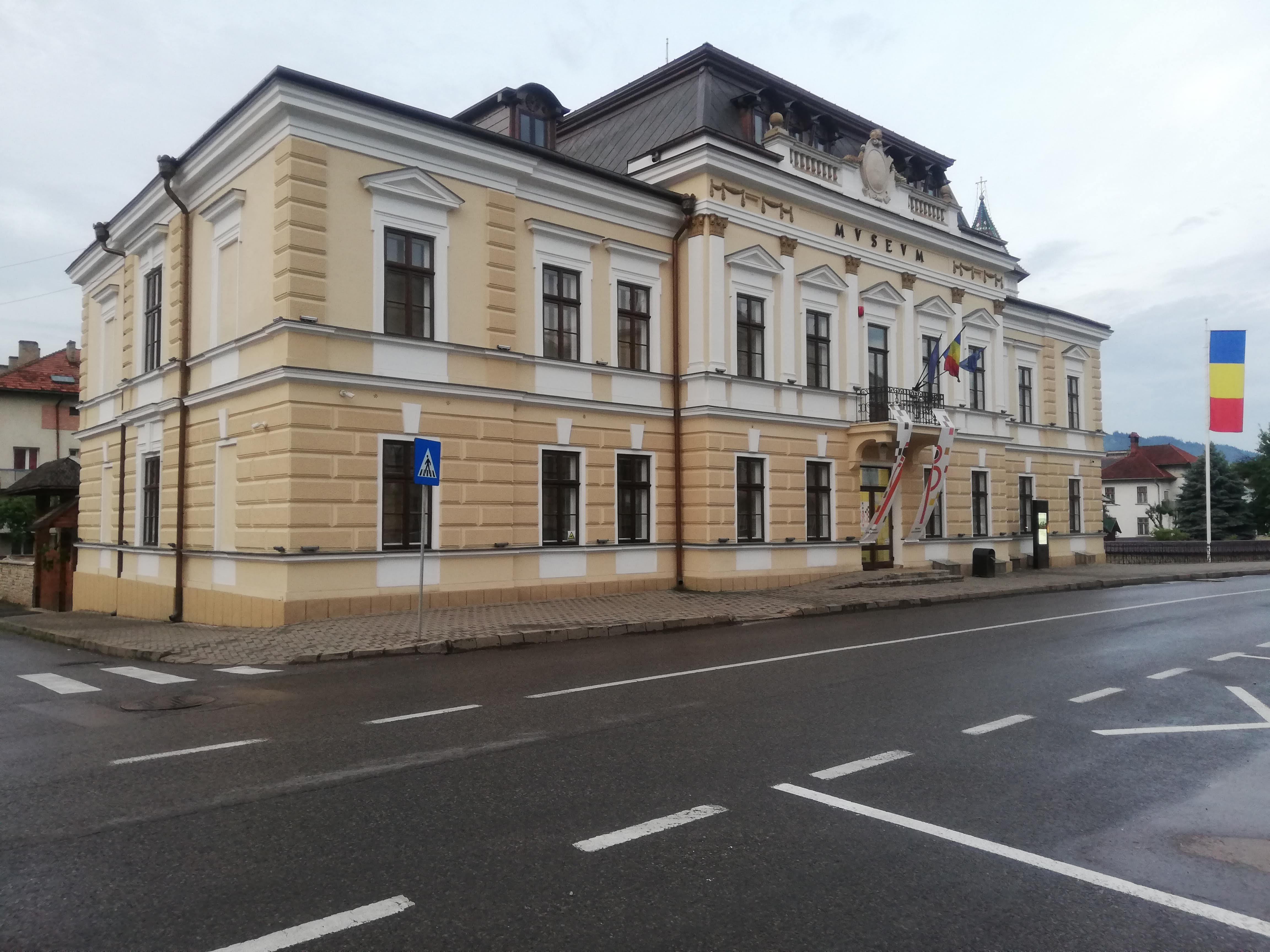
Muzeul „Arta Lemnului”
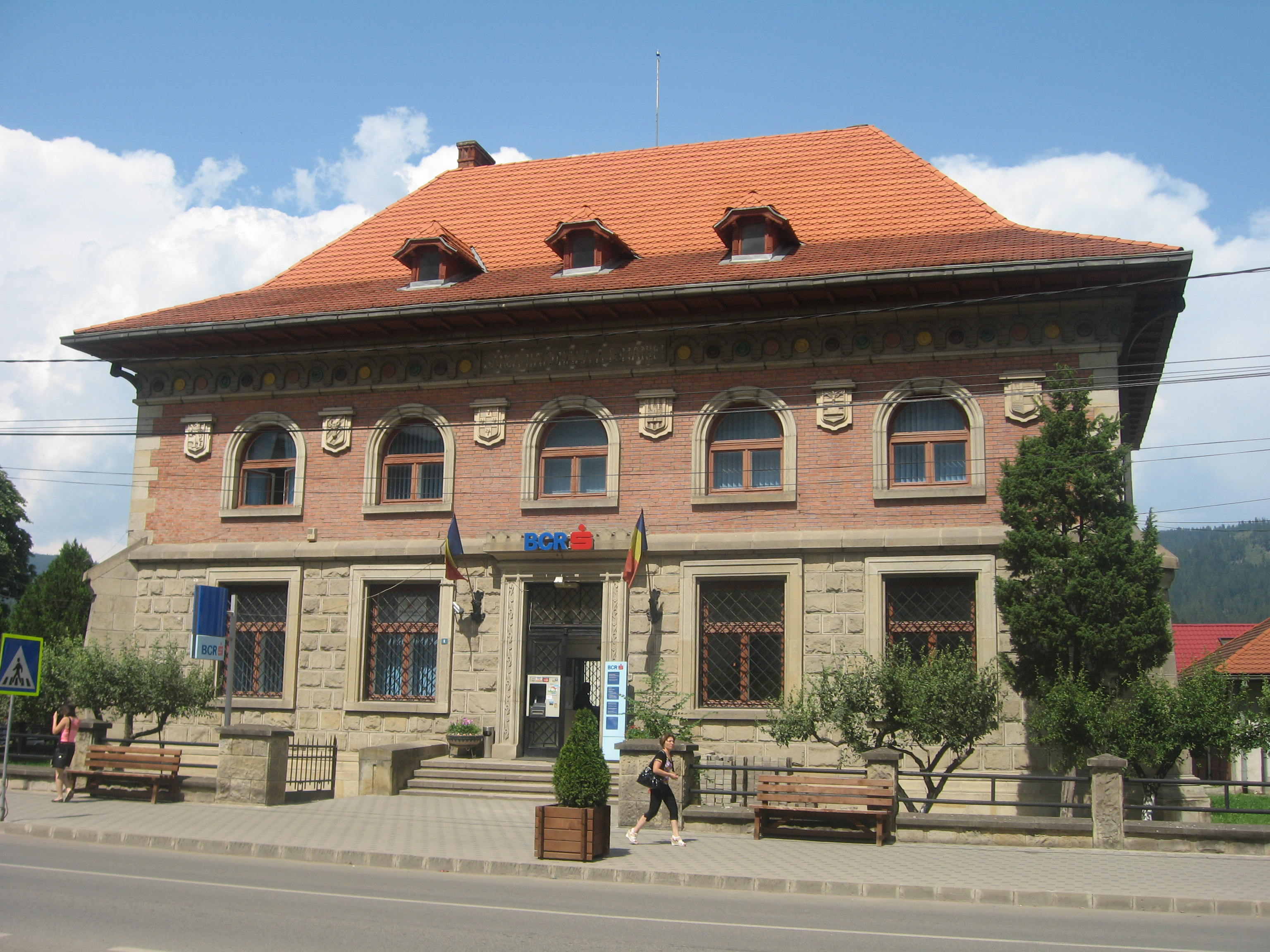
Banca Comercială Română
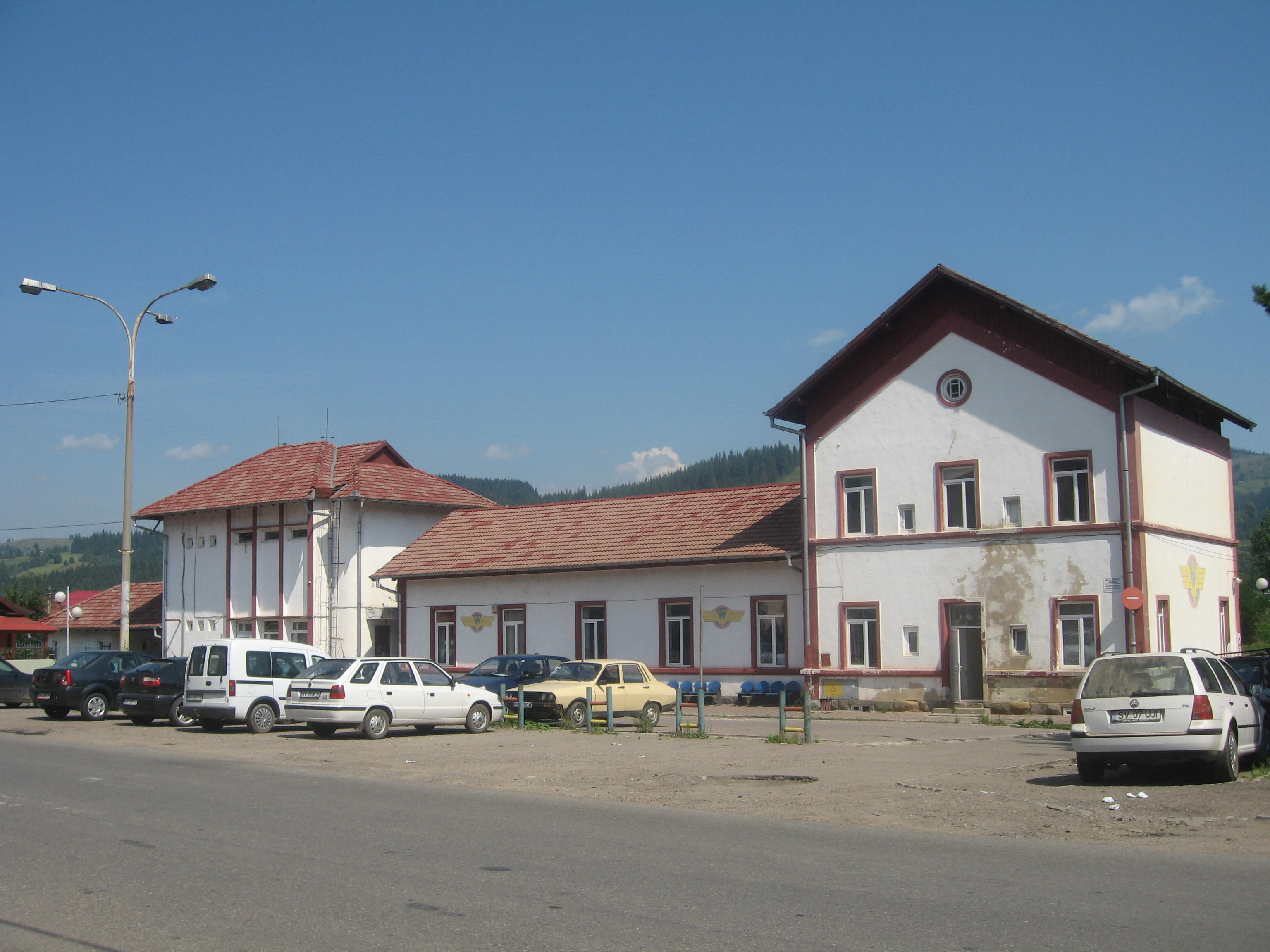
Gara Câmpulung Moldovenesc
Muzeul Etnografic „Ioan Grămadă”
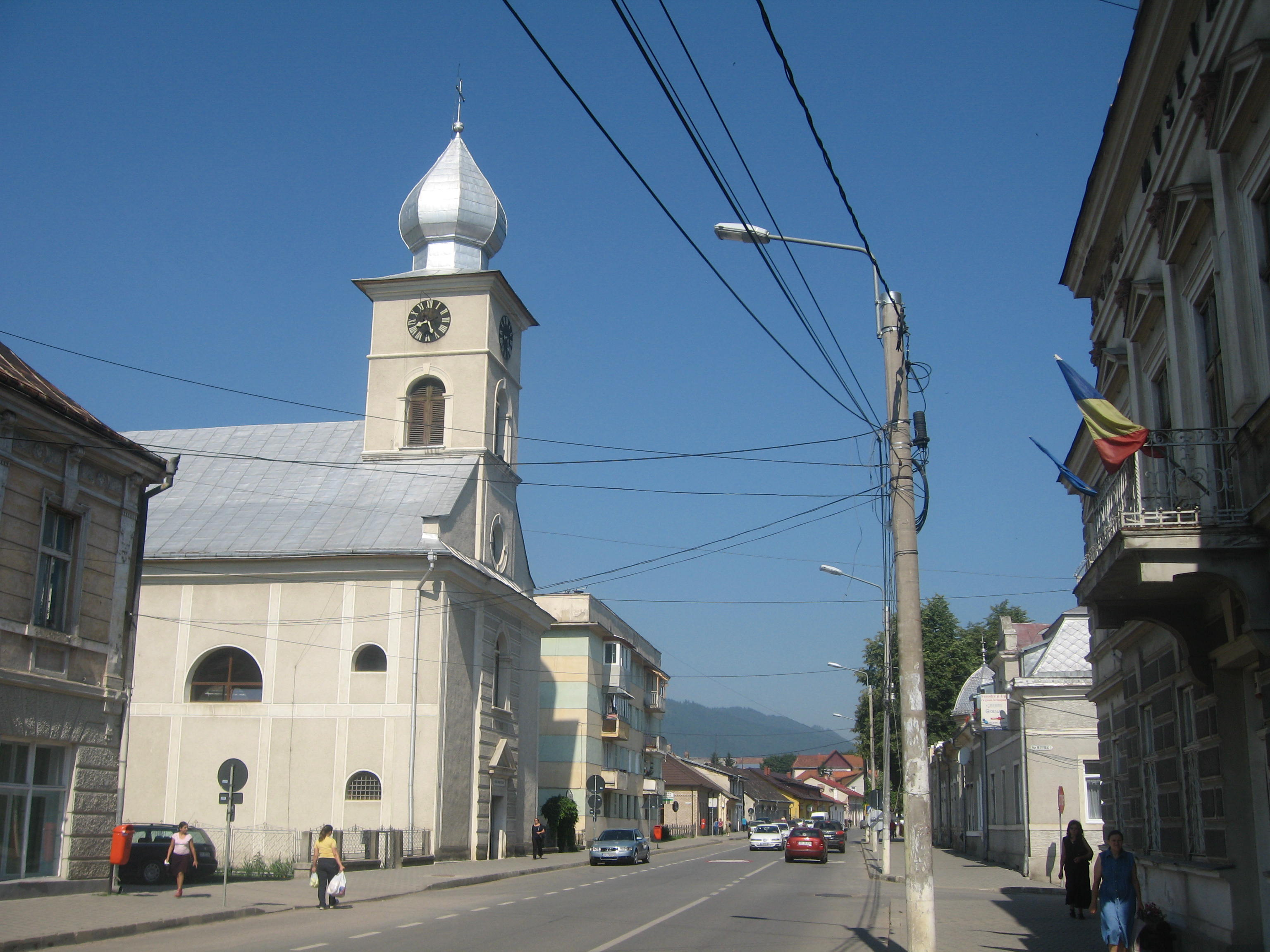
Biserica romano-catolică Înălțarea Domnului
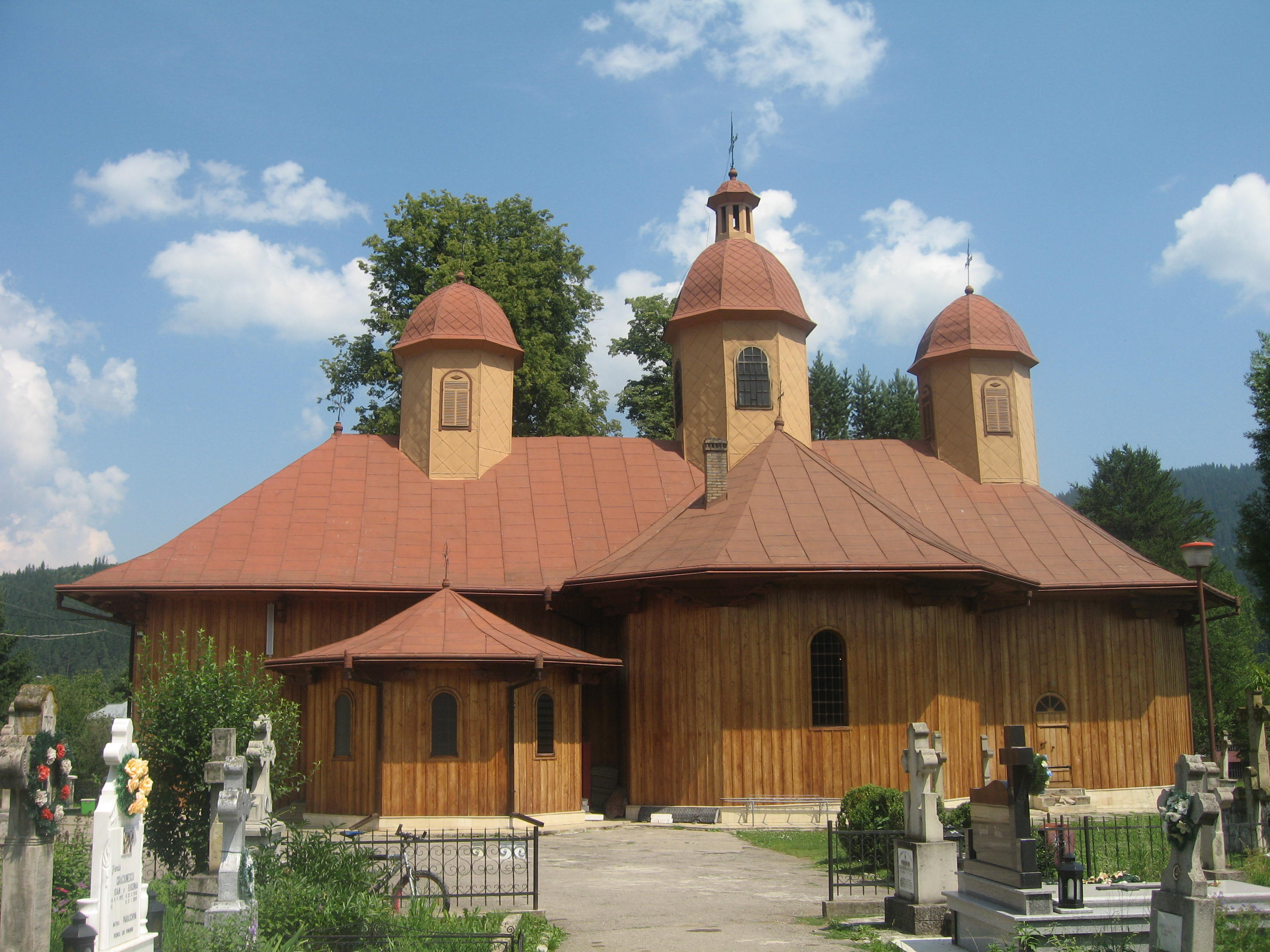
Biserica de lemn Nașterea Maicii Domnului
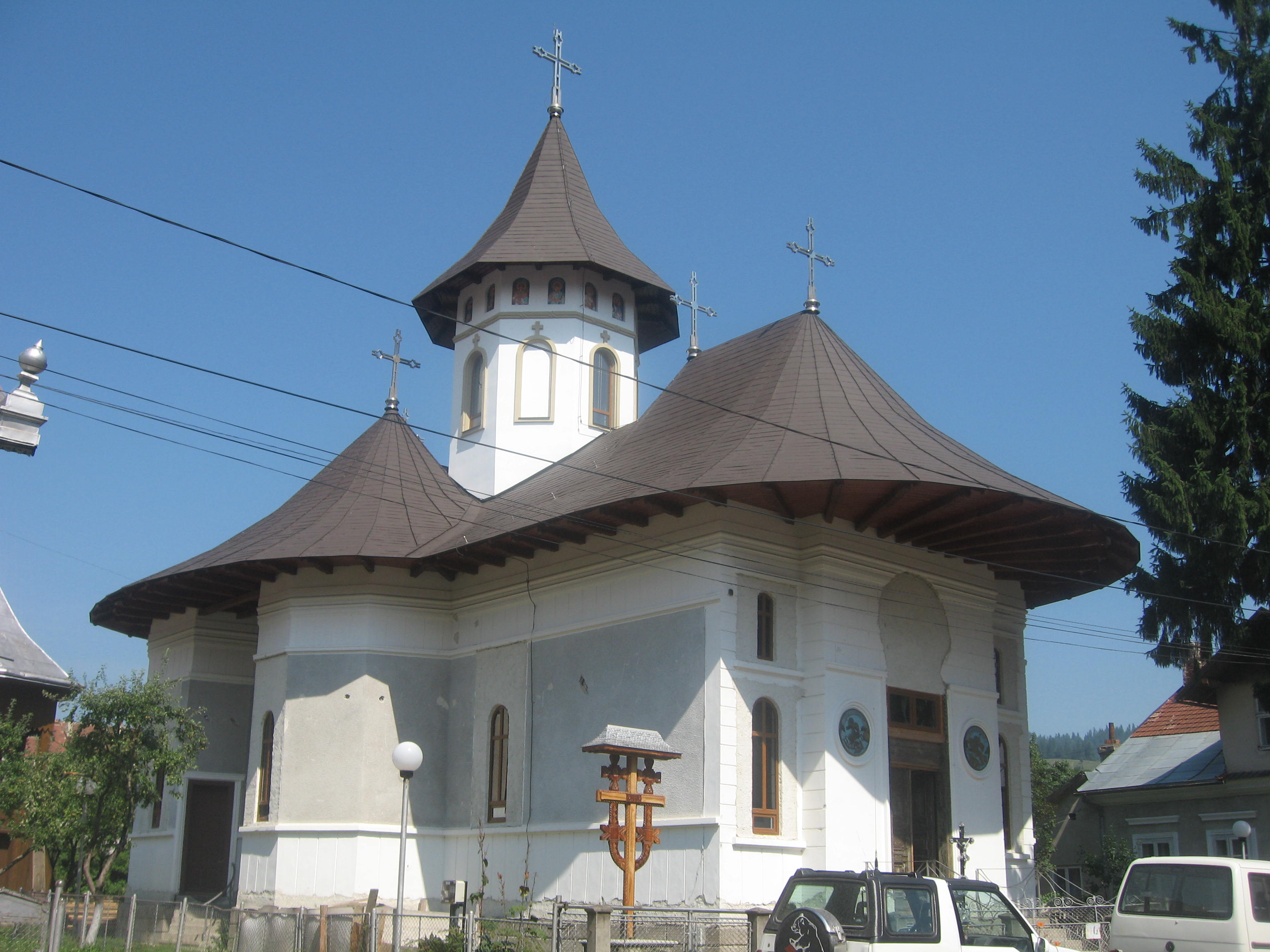
Biserica Sfântul Dumitru
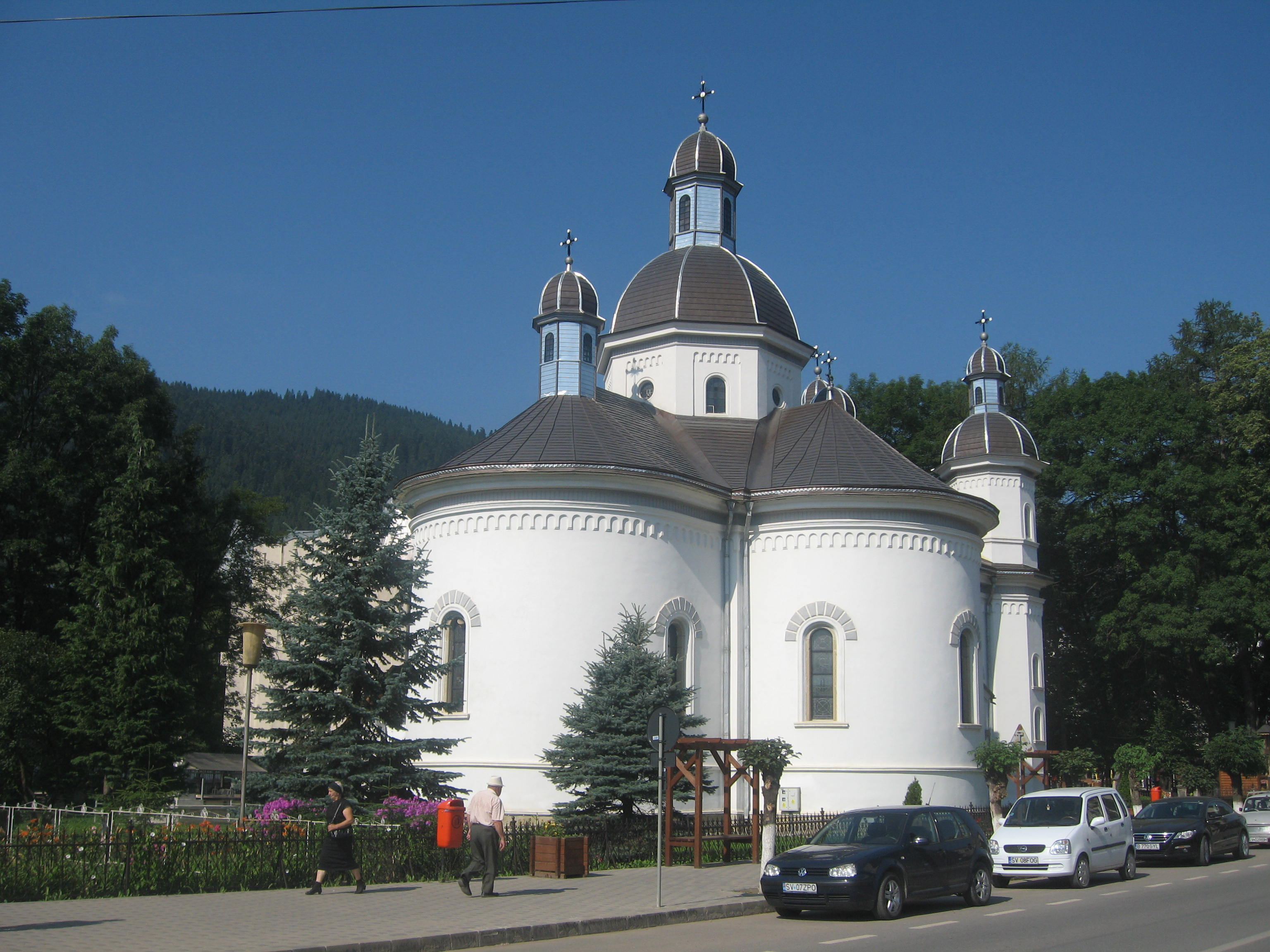
Biserica Sfântul Nicolae
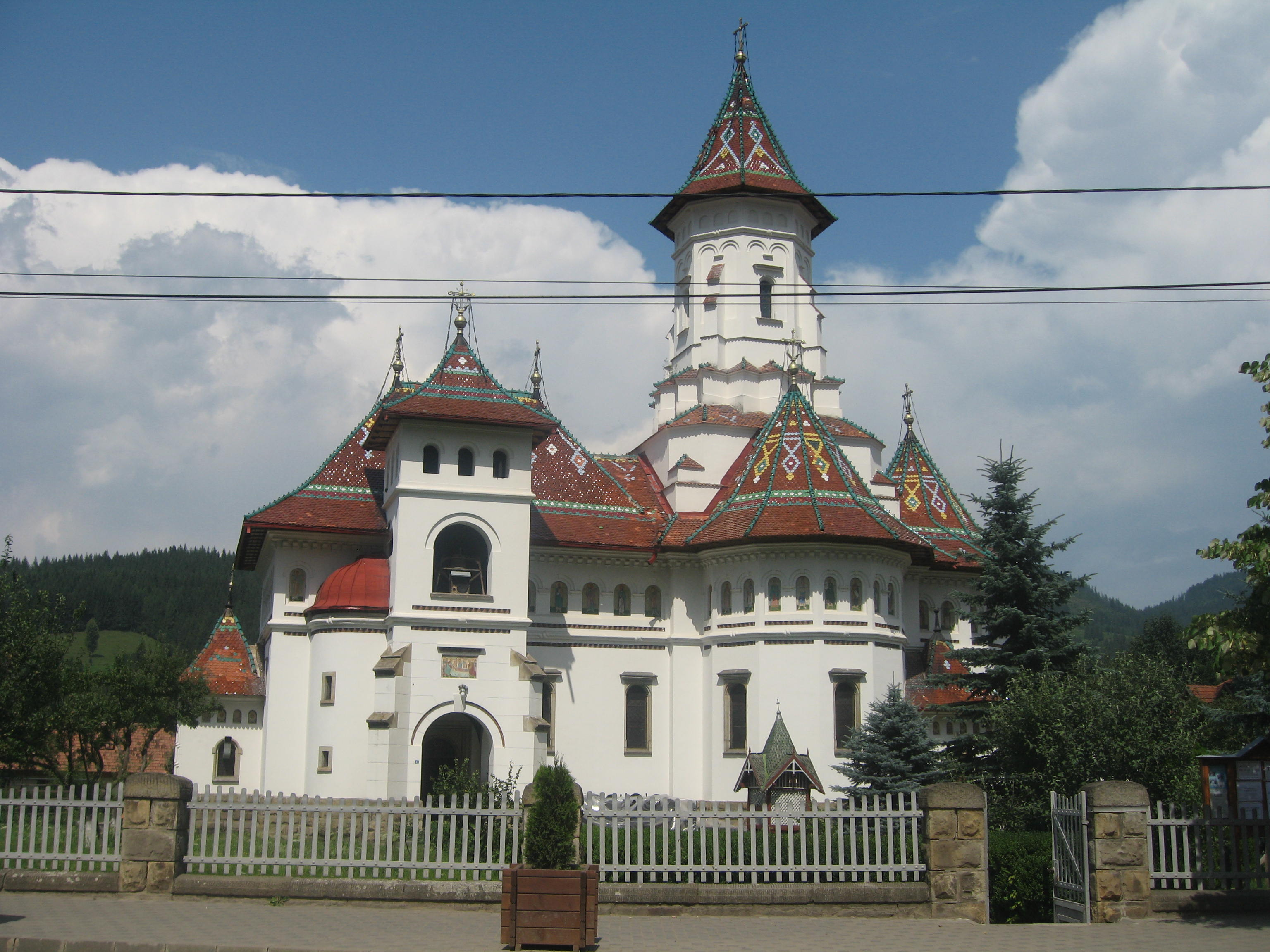
Biserica Adormirea Maicii Domnului
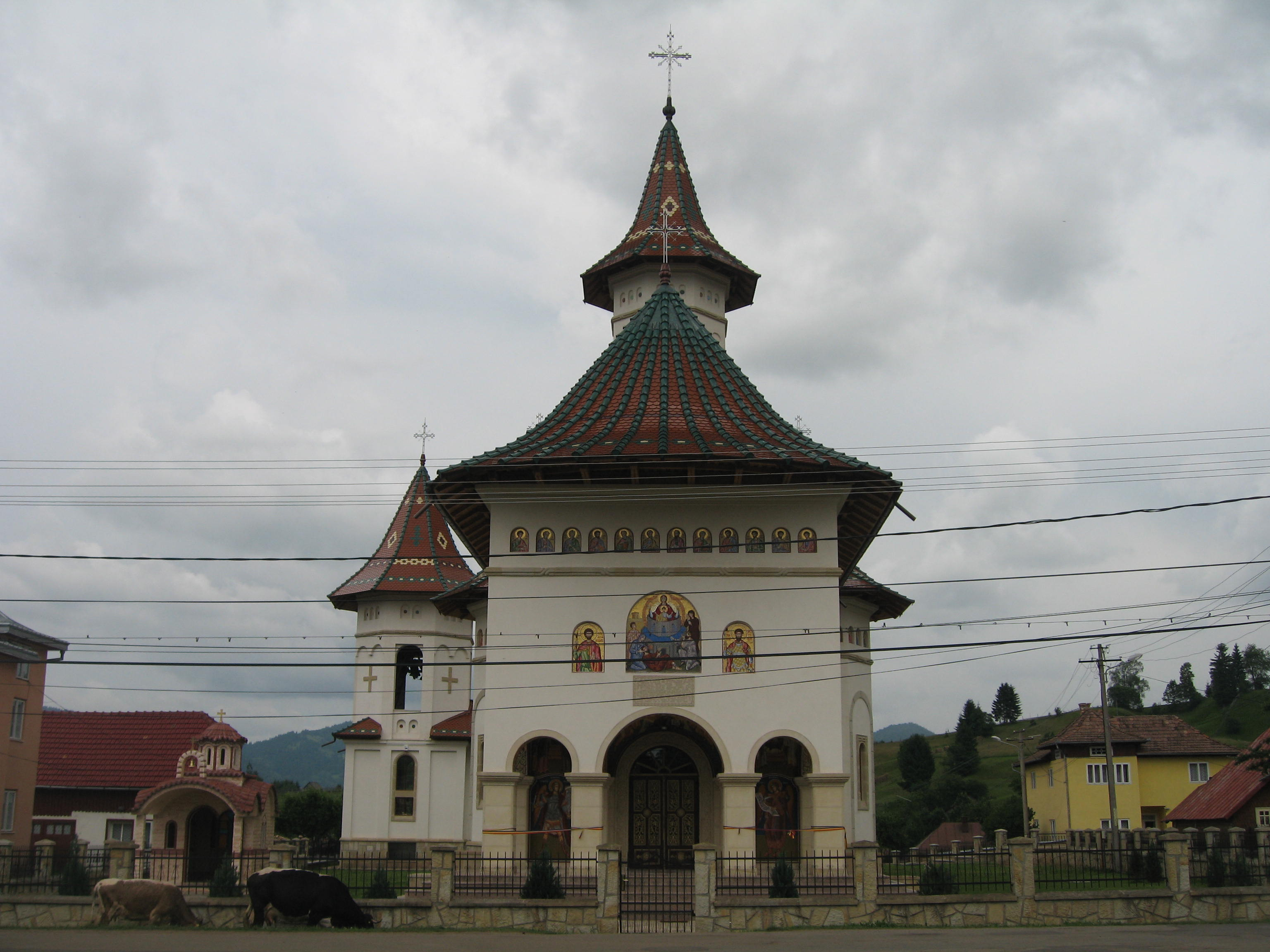
Biserica Izvorul Tămăduirii
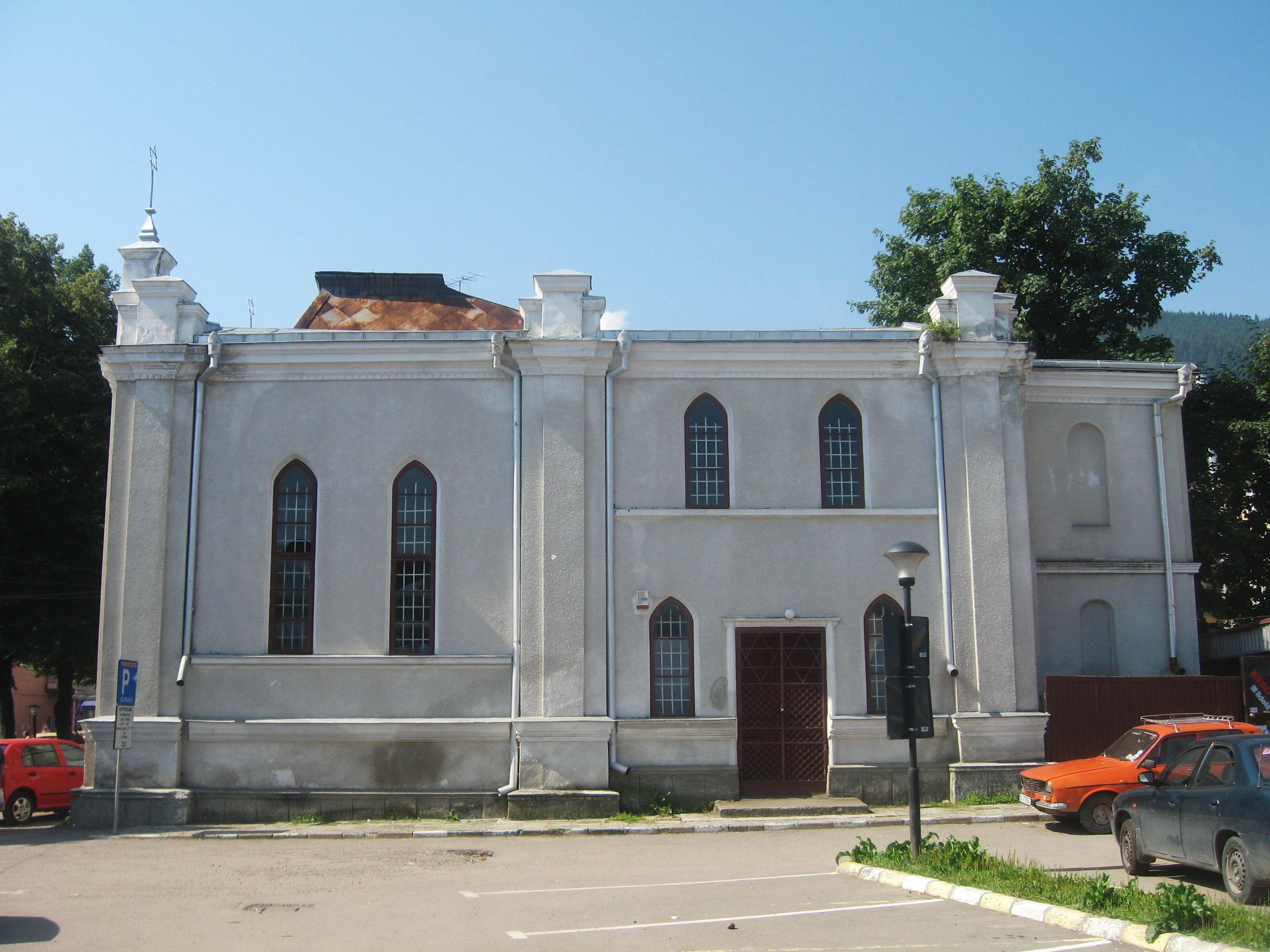
Templul Havre Gah
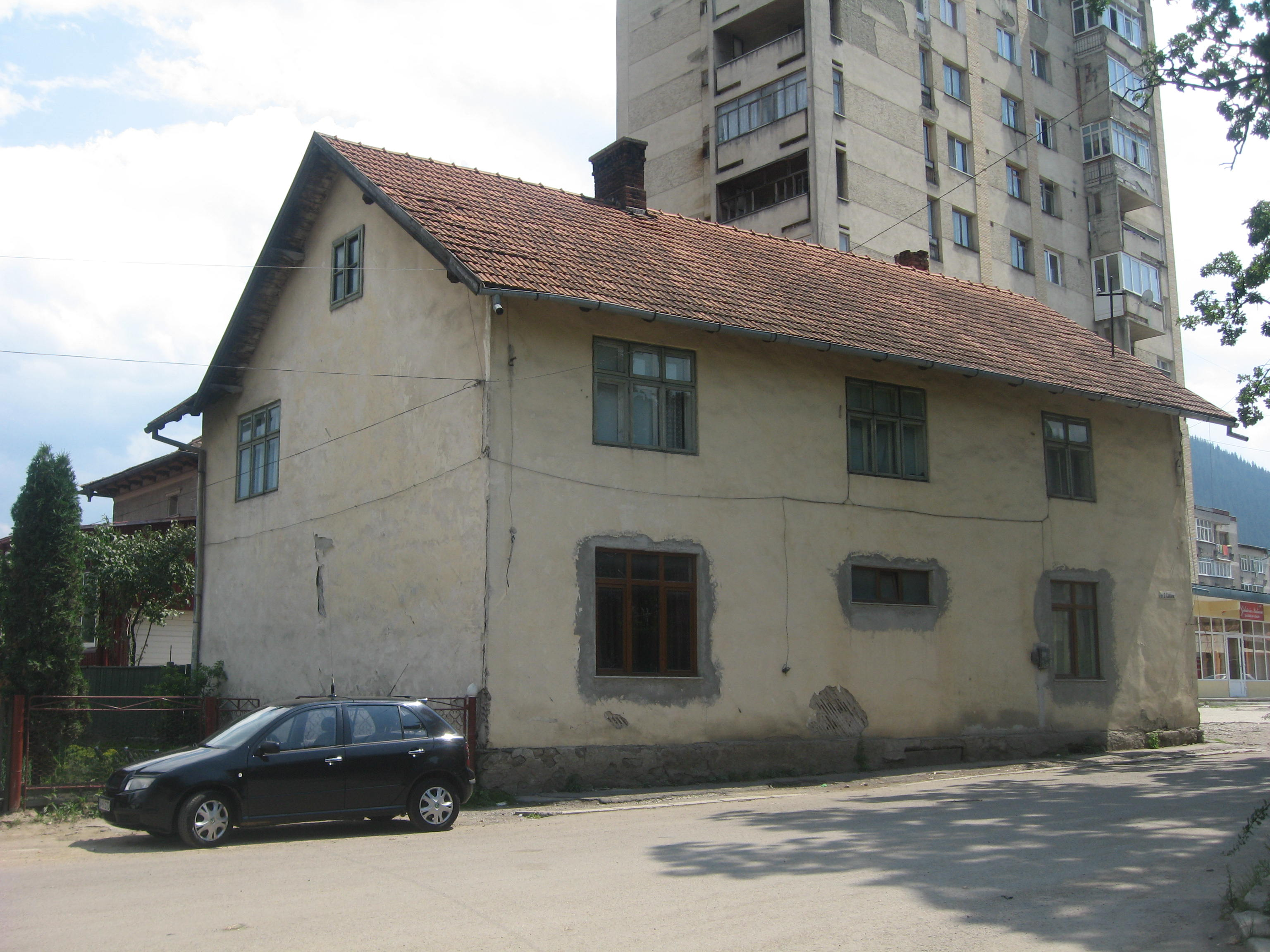
Sinagoga veche